# Liga Nacional de Básquet 2010-11
La temporada 2010-11 de la Liga Nacional de Básquet de la Argentina fue la vigesimoséptima edición de la máxima competencia argentina en dicho deporte. Se inició el 13 de octubre de 2010 con el partido inaugural de temporada entre el último campeón, el Peñarol de Mar del Plata y el Boca Juniors, encuentro disputado en el Polideportivo del Boxing Club en la ciudad de Río Gallegos, y finalizó el día 5 de junio de 2011 cuando Peñarol logró el bicampeonato venciendo en el quinto partido a Atenas de Córdoba en el Polideportivo Islas Malvinas.

## Equipos participantes
| Pos. | Descendidos en la LNB 2009-10 |
| ---- | ----------------------------- |
| 15.º | Quilmes                       |
| 16.º | Central Entrerriano           |

| Pos. | Ascendidos del TNA 2009-10 |
| ---- | -------------------------- |
| 1.º  | Argentino (Junín)          |
| 2.º  | Monte Hermoso Básquet      |

| Cambio de plaza | Cambio de plaza          |
| --------------- | ------------------------ |
| Equipo saliente | Unión (Sunchales)        |
| Equipo entrante | 9 de Julio (Río Tercero) |

| Región                    | Cantidad |
| ------------------------- | -------- |
| Provincia de Buenos Aires | 5        |
| Capital Federal           | 2        |
| Córdoba                   | 2        |
| Santiago del Estero       | 2        |
| Corrientes                | 1        |
| Chubut                    | 1        |
| Entre Ríos                | 1        |
| Formosa                   | 1        |
| Santa Fe                  | 1        |

| Club                    | Ciudad                 | Entrenador           | Estadio                                      | Capacidad |
| ----------------------- | ---------------------- | -------------------- | -------------------------------------------- | --------- |
| 9 de Julio              | Río Tercero            | Gustavo Miravet      | Estadio José Albert                          |           |
| Argentino               | Junín                  | José Cottonaro       | El Fortín de las Morochas                    | 1800      |
| Atenas                  | Córdoba                | Sebastián González   | Polideportivo Carlos Cerutti Orfeo Superdomo | 3424 8000 |
| Boca Juniors            | Ciudad de Buenos Aires | Pablo D'Angelo       | Microestadio Luis Conde Gimnasio Omar Olguín | 2000 —    |
| Ciclista Olímpico       | La Banda               | Guillermo Narvarte   | Estadio Vicente Rosales                      | 3964      |
| Gimnasia                | Comodoro Rivadavia     | Nicolás Casalánguida | Estadio Socios Fundadores                    | 2276      |
| Lanús                   | Lanús                  | Silvio Santander     | Microestadio Antonio Rotili                  | 3000      |
| La Unión de Formosa     | Formosa                | Gabriel Piccatto     | Estadio Cincuentenario                       | 4500      |
| Libertad                | Sunchales              | Flor Meléndez        | El Hogar de los Tigres                       | 4000      |
| Monte Hermoso Básquet   | Monte Hermoso          | Mauricio Santangelo  | Polideportivo Municipal                      |           |
| Obras Sanitarias        | Ciudad de Buenos Aires | Julio Lamas          | Estadio Obras Sanitarias                     | 3000      |
| Peñarol                 | Mar del Plata          | Sergio Hernández     | Polideportivo Islas Malvinas                 | 8000      |
| Quimsa                  | Santiago del Estero    | Marcelo Richotti     | Estadio Ciudad                               | 5200      |
| Regatas Corrientes      | Corrientes             | Fabio Demti          | Estadio José Jorge Contte                    | 4000      |
| Sionista                | Paraná                 | Sebastián Svetliza   | Estadio Moisés Flesler                       | 2100      |
| Weber Bahía Estudiantes | Bahía Blanca           | José Luis Pisani     | Estadio Osvaldo Casanova                     | 3950      |

1. ↑  Atenas utilizó el Orfeo Superdomo en los enfrentamientos de la Final.
2. ↑  Boca firmó contrato con el municipio de Zárate para ejercer localía allí en 10 partidos[3] pero luego no cumplió con el mismo.

### Cambio de entrenadores
| Club              | Entrenador saliente | Fecha           | Entrenador entrante | Fecha           |
| ----------------- | ------------------- | --------------- | ------------------- | --------------- |
| Quimsa            | Marcelo Richotti    | 19 de octubre   | Carlos Romano       | 20 de octubre   |
| Boca Juniors      | Pablo D'Angelo      | 10 de diciembre | Diego Vadell (int)  | 10 de diciembre |
| Boca Juniors      | Diego Vadell (int)  | 14 de diciembre | Oscar Sánchez       | 14 de diciembre |
| Ciclista Olímpico | Guillermo Narvarte  | 9 de febrero    | Marcelo Richotti    | 10 de febrero   |
| Argentino (J)     | José Cottonaro      | 28 de febrero   | Pablo Dastugue      | 28 de febrero   |

## Formato de competencia
Serie regular
Se juega una primera fase en donde se separan los equipos por conveniencia geográfica en dos zonas (norte y sur) y se enfrentan en partidos ida y vuelta los equipos dentro de cada zona. Por cada partido ganado los equipos sumarán 2 puntos, mientras que en caso de derrota, sumarán 1. Los primeros tres de cada grupo, el mejor cuarto y un equipo "invitado" clasifican al Torneo Súper 8 2010.
En la segunda fase se enfrentan todos contra todos arrastrando la mitad de los puntos de la primera fase. Al igual que en la primera fase, cada victoria otorgará 2 puntos y cada derrota 1. Los primeros cuatro de la tabla se clasifican directamente a los cuartos de final, mientras que los que se posicionaron del puesto quinto al décimo segundo juegan la reclasificación. Los últimos cuatro dejan de participar.
En el caso de empates en puntos en cualquier fase (primera o segunda), el reglamento estipula:
1. Si dos equipos empatan en puntos, se tendrán en cuenta los partidos entre los involucrados obteniendo la mejor clasificación el que posea la mayor diferencia de puntos (puntos a favor menos puntos en contra) en los partidos, de persistir, se determinará por el cociente entre los puntos a favor sobre los puntos en contra.
2. De persistir aún el empate, se realizará un cociente entre los puntos a favor sobre los puntos en contra considerando toda la fase en cuestión disputada.
3. Si aún persiste, se tendrá en cuenta también la primera fase (si el empate es en la segunda) y si no, sorteo.

Descenso
Los últimos cuatro se emparejan según su posición, 13.º v 16.º y 14.º v 15.º, y disputan una serie al mejor de cinco para determinar cual de los dos equipos desciende al finalizar el torneo. El otro equipo automáticamente deja de participar en el actual torneo y salva la categoría para el siguiente.
Playoffs
La etapa de play-offs está subdividida en cuatro, la reclasificación, los cuartos de final, las semifinales y la final.
- La reclasificación es una etapa integrada por los equipos ubicados entre el quinto y el duodécimo puesto, donde se emparejan los equipos según su posición al finalizar la etapa regular. Las parejas son al mejor de cinco juegos y se ordenan de la siguiente manera:

| 5.º - 12.º 6.º - 11.º | 7.º - 10.º 8.º - 9.º |

donde tienen ventaja de localía, es decir, que disputan tres de los cinco juegos como locales, los equipos ubicados del quinto al octavo puesto.
- Los cuartos de final están integrados por los cuatro mejores equipos de la etapa regular más los ganadores de la reclasificación. Una vez determinado a los cuatro ganadores, se los reordena según su posición en la etapa regular, de manera tal que el peor ubicado en la etapa regular se enfrente al mejor ubicado y así sucesivamente.

| 1.º - peor ubicado 4.º - mejor ubicado | 2.º - 2.º peor ubicado 3.º - 2.º mejor ubicado |

Tienen ventaja de localía los mejores cuatro equipos de la etapa regular. Los duelos son al mejor de cinco partidos.
- Las semifinales son disputadas al mejor de cinco o siete partidos (dependiendo de la organización) y las juegan los cuatro ganadores de la fase previa. Se agrupan en parejas de manera tal que el primero y el segundo de la fase regular, en caso de avanzar, posean ventaja de localía.

| 1.º/peor ubicado - 4.º/mejor ubicado | 2.º/2.º peor ubicado - 3.º/2.º mejor ubicado |

- Los ganadores de ambos duelos de semifinal disputan la final de la Liga Nacional de Básquet, la cual es al mejor de siete partidos, disputados en serie 2-2-1-1-1 donde tiene ventaja de localía el ganador de la llave de donde proviene el mejor ubicado da la fase regular.

## Primera fase

### Zona norte
| Equipo                   | PJ | PG | PP | Pts |
| ------------------------ | -- | -- | -- | --- |
| Regatas Corrientes       | 14 | 10 | 4  | 24  |
| Libertad                 | 14 | 9  | 5  | 23  |
| Atenas                   | 14 | 9  | 5  | 23  |
| Ciclista Olímpico        | 14 | 7  | 7  | 21  |
| La Unión de Formosa      | 14 | 7  | 7  | 21  |
| Quimsa                   | 14 | 6  | 8  | 20  |
| Sionista                 | 14 | 5  | 9  | 19  |
| 9 de Julio (Río Tercero) | 14 | 3  | 11 | 17  |

|  |                                                             |
|  | Clasificados al Súper 8 por tener mejor récord.             |
|  | Clasificados al Súper 8 por ser el equipo local del evento. |

| Atenas   | 56 - 72 | La Unión de Formosa | Carlos Cerutti         | 15 de octubre |
| Libertad | 86 - 65 | Ciclista Olímpico   | El Hogar de los Tigres | 15 de octubre |
| Sionista | 79 - 76 | 9 de Julio (RT)     | Moisés Flesler         | 15 de octubre |
| Quimsa   | 76 - 79 | Regatas Corrientes  | Ciudad                 | 15 de octubre |

| Sionista | 73 - 66 | Ciclista Olímpico   | Moisés Flesler         | 17 de octubre |
| Quimsa   | 80 - 83 | La Unión de Formosa | Ciudad                 | 17 de octubre |
| Libertad | 90 - 86 | 9 de Julio (RT)     | El Hogar de los Tigres | 17 de octubre |
| Atenas   | 78 - 82 | Regatas Corrientes  | Carlos Cerutti         | 17 de octubre |

| Regatas Corrientes  | 91 - 74 | Sionista | José Jorge Contte | 22 de octubre |
| 9 de Julio (RT)     | 83 - 84 | Quimsa   | José Albert       | 22 de octubre |
| La Unión de Formosa | 73 - 69 | Libertad | Cincuentenario    | 22 de octubre |
| Ciclista Olímpico   | 56 - 70 | Atenas   | Vicente Rosales   | 22 de octubre |

| La Unión de Formosa | 88 - 85 | Sionista | Cincuentenario    | 20 de octubre |
| Regatas Corrientes  | 74 - 63 | Libertad | José Jorge Contte | 24 de octubre |
| 9 de Julio (RT)     | 64 - 67 | Atenas   | José Albert       | 24 de octubre |
| Ciclista Olímpico   | 70 - 54 | Quimsa   | Vicente Rosales   | 24 de octubre |

| Libertad          | 89 - 77 | Atenas              | El Hogar de los Tigres | 1 de noviembre  |
| 9 de Julio (RT)   | 67 - 62 | Regatas Corrientes  | José Albert            | 2 de noviembre  |
| Ciclista Olímpico | 73 - 55 | La Unión de Formosa | Vicente Rosales        | 2 de noviembre  |
| Sionista          | 89 - 83 | Quimsa              | Moisés Flesler         | 17 de noviembre |

| Libertad          | 91 - 81 | Quimsa              | El Hogar de los Tigres | 19 de octubre |
| Sionista          | 67 - 69 | Atenas              | Moisés Flesler         | 30 de octubre |
| 9 de Julio (RT)   | 86 - 77 | La Unión de Formosa | José Albert            | 31 de octubre |
| Ciclista Olímpico | 65 - 63 | Regatas Corrientes  | Vicente Rosales        | 31 de octubre |

| Quimsa              | 91 - 84 | Sionista          | Ciudad            | 5 de noviembre  |
| Regatas Corrientes  | 77 - 61 | 9 de Julio (RT)   | José Jorge Contte | 5 de noviembre  |
| La Unión de Formosa | 86 - 76 | Ciclista Olímpico | Cincuentenario    | 5 de noviembre  |
| Atenas              | 69 - 63 | Libertad          | Carlos Cerutti    | 17 de noviembre |

| Regatas Corrientes  | 80 - 76 | Ciclista Olímpico | José Jorge Contte | 7 de noviembre  |
| Atenas              | 83 - 70 | Sionista          | Carlos Cerutti    | 7 de noviembre  |
| La Unión de Formosa | 82 - 61 | 9 de Julio (RT)   | Cincuentenario    | 7 de noviembre  |
| Quimsa              | 73 - 78 | Libertad          | Ciudad            | 10 de noviembre |

| Quimsa             | 65 - 61 | Atenas              | Ciudad            | 12 de noviembre |
| Regatas Corrientes | 73 - 62 | La Unión de Formosa | José Jorge Contte | 12 de noviembre |
| 9 de Julio (RT)    | 76 - 78 | Ciclista Olímpico   | José Albert       | 12 de noviembre |
| Sionista           | 77 - 69 | Libertad            | Moisés Flesler    | 12 de noviembre |

| Atenas              | 84 - 82 | Quimsa             | Carlos Cerutti         | 14 de noviembre |
| Ciclista Olímpico   | 86 - 77 | 9 de Julio (RT)    | Vicente Rosales        | 14 de noviembre |
| La Unión de Formosa | 94 - 71 | Regatas Corrientes | Cincuentenario         | 14 de noviembre |
| Libertad            | 87 - 77 | Sionista           | El Hogar de los Tigres | 14 de noviembre |

| Sionista | 66 - 78 | Regatas Corrientes  | Moisés Flesler         | 19 de noviembre |
| Quimsa   | 85 - 74 | 9 de Julio (RT)     | Ciudad                 | 19 de noviembre |
| Libertad | 91 - 89 | La Unión de Formosa | El Hogar de los Tigres | 19 de noviembre |
| Atenas   | 89 - 76 | Ciclista Olímpico   | Carlos Cerutti         | 19 de noviembre |

| Sionista | 81 - 77 | La Unión de Formosa | Moisés Flesler         | 21 de noviembre |
| Quimsa   | 90 - 85 | Ciclista Olímpico   | Ciudad                 | 21 de noviembre |
| Libertad | 79 - 72 | Regatas Corrientes  | El Hogar de los Tigres | 21 de noviembre |
| Atenas   | 86 - 76 | 9 de Julio (RT)     | Carlos Cerutti         | 21 de noviembre |

| 9 de Julio (RT)     | 85 - 68 | Sionista | José Albert       | 1 de diciembre |
| Regatas Corrientes  | 82 - 68 | Quimsa   | José Jorge Contte | 1 de diciembre |
| Ciclista Olímpico   | 76 - 60 | Libertad | Vicente Rosales   | 1 de diciembre |
| La Unión de Formosa | 91 - 95 | Atenas   | Cincuentenario    | 1 de diciembre |

| 9 de Julio (RT)     | 53 - 67 | Libertad | José Albert       | 3 de diciembre |
| Regatas Corrientes  | 65 - 60 | Atenas   | José Jorge Contte | 3 de diciembre |
| Ciclista Olímpico   | 64 - 40 | Sionista | Vicente Rosales   | 3 de diciembre |
| La Unión de Formosa | 78 - 83 | Quimsa   | Cincuentenario    | 3 de diciembre |

### Zona sur
| Equipo                  | PJ | PG | PP | Pts |
| ----------------------- | -- | -- | -- | --- |
| Peñarol                 | 14 | 13 | 1  | 27  |
| Obras Sanitarias        | 14 | 12 | 2  | 26  |
| Lanús                   | 14 | 8  | 6  | 22  |
| Weber Bahía Estudiantes | 14 | 7  | 7  | 21  |
| Monte Hermoso Básquet   | 14 | 6  | 8  | 20  |
| Gimnasia (CR)           | 14 | 5  | 9  | 19  |
| Argentino (Junín)       | 14 | 4  | 10 | 18  |
| Boca Juniors            | 14 | 1  | 13 | 15  |

|  |                                                 |
|  | Clasificados al Súper 8 por tener mejor récord. |

| Gimnasia (CR)    | 80 - 75 | Lanús            | Socios Fundadores         | 15 de octubre |
| Argentino (J)    | 66 - 72 | Peñarol          | El Fortín de las Morochas | 15 de octubre |
| Boca Juniors     | 85 - 88 | Monte Hermoso    | Luis Conde                | 15 de octubre |
| Weber Bahía Est. | 80 - 96 | Obras Sanitarias | Osvaldo Casanova          | 15 de octubre |

| Boca Juniors     | 61 - 87 | Peñarol          | Estadio Boxing, Río Gallegos | 13 de octubre |
| Gimnasia (CR)    | 72 - 75 | Obras Sanitarias | Socios Fundadores            | 17 de octubre |
| Argentino (J)    | 93 - 75 | Monte Hermoso    | El Fortín de las Morochas    | 17 de octubre |
| Weber Bahía Est. | 83 - 88 | Lanús            | Osvaldo Casanova             | 17 de octubre |

| Obras Sanitarias | 82 - 63  | Argentino (J)    | Obras Sanitarias        | 22 de octubre  |
| Monte Hermoso    | 76 - 74  | Gimnasia (CR)    | Polideportivo Municipal | 22 de octubre  |
| Peñarol          | 100 - 78 | Weber Bahía Est. | Islas Malvinas          | 22 de octubre  |
| Lanús            | 79 - 64  | Boca Juniors     | Antonio Rotili          | 9 de noviembre |

| Lanús            | 78 - 73 | Argentino (J)    | Antonio Rotili          | 24 de octubre   |
| Monte Hermoso    | 82 - 83 | Weber Bahía Est. | Polideportivo Municipal | 24 de octubre   |
| Peñarol          | 78 - 62 | Gimnasia (CR)    | Islas Malvinas          | 24 de octubre   |
| Obras Sanitarias | 70 - 59 | Boca Juniors     | Obras Sanitarias        | 17 de noviembre |

| Boca Juniors  | 72 - 74 | Gimnasia (CR)    | Luis Conde                | 2 de noviembre |
| Monte Hermoso | 71 - 79 | Lanús            | Polideportivo Municipal   | 2 de noviembre |
| Argentino (J) | 75 - 70 | Weber Bahía Est. | El Fortín de las Morochas | 2 de noviembre |
| Peñarol       | 90 - 88 | Obras Sanitarias | Islas Malvinas            | 3 de noviembre |

| Boca Juniors  | 70 - 72 | Weber Bahía Est. | Luis Conde                | 31 de octubre |
| Monte Hermoso | 82 - 87 | Obras Sanitarias | Polideportivo Municipal   | 31 de octubre |
| Argentino (J) | 79 - 66 | Gimnasia (CR)    | El Fortín de las Morochas | 31 de octubre |
| Peñarol       | 64 - 73 | Lanús            | Islas Malvinas            | 31 de octubre |

| Lanús            | 93 - 79 | Monte Hermoso | Antonio Rotili    | 5 de noviembre  |
| Weber Bahía Est. | 82 - 71 | Argentino (J) | Osvaldo Casanova  | 5 de noviembre  |
| Obras Sanitarias | 62 - 81 | Peñarol       | Obras Sanitarias  | 5 de noviembre  |
| Gimnasia (CR)    | 73 - 72 | Boca Juniors  | Socios Fundadores | 15 de noviembre |

| Gimansia (CR)    | 95 - 85 | Argentino (J) | Socios Fundadores | 7 de noviembre |
| Lanús            | 64 - 71 | Peñarol       | Antonio Rotili    | 7 de noviembre |
| Weber Bahía Est. | 77 - 74 | Boca Juniors  | Osvaldo Casanova  | 7 de noviembre |
| Obras Sanitarias | 91 - 71 | Monte Hermoso | Obras Sanitarias  | 7 de noviembre |

| Boca Juniors  | 79 - 72 | Argentino (J)    | Luis Conde              | 11 de noviembre |
| Gimnasia (CR) | 82 - 88 | Weber Bahía Est. | Socios Fundadores       | 12 de noviembre |
| Lanús         | 68 - 70 | Obras Sanitarias | Antonio Rotili          | 12 de noviembre |
| Monte Hermoso | 77 - 79 | Peñarol          | Polideportivo Municipal | 12 de noviembre |

| Weber Bahía Est. | 90 - 55 | Gimnasia (CR) | Osvaldo Casanova          | 10 de noviembre |
| Argentino (J)    | 77 - 60 | Boca Juniors  | El Fortín de las Morochas | 13 de noviembre |
| Obras Sanitarias | 65 - 58 | Lanús         | Obras Sanitarias          | 14 de noviembre |
| Peñarol          | 83 - 67 | Monte Hermoso | Islas Malvinas            | 25 de noviembre |

| Boca Juniors     | 61 - 64 | Lanús            | Luis Conde                | 19 de noviembre |
| Gimnasia (CR)    | 74 - 75 | Monte Hermoso    | Socios Fundadores         | 19 de noviembre |
| Argentino (J)    | 64 - 72 | Obras Sanitarias | El Fortín de las Morochas | 19 de noviembre |
| Weber Bahía Est. | 71 - 83 | Peñarol          | Osvaldo Casanova          | 19 de noviembre |

| Boca Juniors     | 75 - 88 | Obras Sanitarias | Luis Conde                | 21 de noviembre |
| Gimnasia (CR)    | 68 - 88 | Peñarol          | Socios Fundadores         | 21 de noviembre |
| Weber Bahía Est. | 83 - 85 | Monte Hermoso    | Osvaldo Casanova          | 21 de noviembre |
| Argentino (J)    | 61 - 71 | Lanús            | El Fortín de las Morochas | 24 de noviembre |

| Monte Hermoso    | 92 - 86  | Boca Juniors     | Polideportivo Municipal | 1 de diciembre |
| Lanús            | 67 - 77  | Gimnasia (CR)    | Antonio Rotili          | 1 de diciembre |
| Peñarol          | 107 - 77 | Argentino (J)    | Islas Malvinas          | 1 de diciembre |
| Obras Sanitarias | 85 - 69  | Weber Bahía Est. | Obras Sanitarias        | 1 de diciembre |

| Monte Hermoso    | 86 - 83  | Argentino (J)    | Polideportivo Municipal | 3 de diciembre |
| Lanús            | 76 - 84  | Weber Bahía Est. | Antonio ROtili          | 3 de diciembre |
| Peñarol          | 120 - 76 | Boca Juniors     | Islas Malvinas          | 3 de diciembre |
| Obras Sanitarias | 81 - 68  | Gimnasia (CR)    | Obras Sanitarias        | 3 de diciembre |

## Torneo Súper 8
La sexta edición del Torneo Súper 8 tuvo lugar en el Polideportivo Cincuentenario de la ciudad de Formosa, entre el 16 y 20 de diciembre de 2010.
El ganador de dicho torneo fue Atenas que se coronó campeón tras derrotar en la final a Peñarol por 92 a 85.

## Segunda fase
| Equipo | Equipo                        | A    | PJ | PG | PP | Pts  |
| ------ | ----------------------------- | ---- | -- | -- | -- | ---- |
| 1.º    | Obras Sanitarias              | 13,0 | 30 | 21 | 9  | 64,0 |
| 2.º    | Peñarol                       | 13,5 | 30 | 20 | 10 | 63,5 |
| 3.º    | Libertad                      | 11,5 | 30 | 18 | 12 | 59,5 |
| 4.º    | Atenas                        | 11,5 | 30 | 17 | 13 | 58,5 |
| 5.º    | La Unión de Formosa           | 10,5 | 30 | 18 | 12 | 58,5 |
| 6.º    | Lanús                         | 11,0 | 30 | 18 | 12 | 58,0 |
| 7.º    | Weber Bahía Estudiantes       | 10,5 | 30 | 17 | 13 | 57,5 |
| 8.º    | Regatas Corrientes            | 12,0 | 30 | 15 | 15 | 57,0 |
| 9.º    | Gimnasia (Comodoro Rivadavia) | 9,5  | 30 | 15 | 15 | 54,5 |
| 10.º   | Quimsa                        | 10,0 | 30 | 13 | 17 | 53,0 |
| 11.º   | 9 de Julio (Río Tercero)      | 8,5  | 30 | 14 | 16 | 52,5 |
| 12.º   | Ciclista Olímpico             | 10,5 | 30 | 12 | 18 | 52,5 |
| 13.º   | Boca Juniors                  | 7,5  | 30 | 13 | 17 | 50,5 |
| 14.º   | Monte Hermoso Básquet         | 10,0 | 30 | 10 | 20 | 50,0 |
| 15.º   | Sionista                      | 8,5  | 30 | 10 | 20 | 49,5 |
| 16.º   | Argentino (Junín)             | 9,0  | 30 | 9  | 21 | 48,0 |

|  |                                               |
|  | Clasificados directamente a cuartos de final. |
|  | Clasificados a la serie reclasificatoria.     |
|  | Disputan la serie por el descenso.            |

1. 1 2  Atenas superó a La Unión de Formosa en el desempate entre ambos por tener mayor cantidad de puntos en la serie. Atenas ganó 173 a 170.
2. ↑  A Lanús se le descontó un punto al finalizar la fase regular por incidentes en su estadio en el partido ante Peñarol.[12]
3. 1 2  Por el artículo 47.4 del reglamento, Ciclista Olímpico quedó relegado en su desempate ante 9 de Julio (RT) por haber perdido un partido por decisión del Tribunal de Penas. Dicho partido fue en la fecha 16 ante Monte Hermoso Básquet.[13][14]

| La Unión de Formosa | 83 - 77 | Lanús           | Cincuentenario            | 6 de diciembre |
| Weber Bahía Est.    | 78 - 76 | Gimnasia (CR)   | Osvaldo Casanova          | 6 de diciembre |
| Ciclista Olímpico   | 80 - 95 | Atenas          | Vicente Rosales           | 6 de diciembre |
| Libertad            | 61 - 65 | Peñarol         | El Hogar de los Tigres    | 6 de diciembre |
| Regatas Corrientes  | 93 - 86 | Boca Juniors    | José Jorge Contte         | 6 de diciembre |
| Argentino (J)       | 97 - 90 | Obras Snitarias | El Fortín de las Morochas | 6 de diciembre |
| 9 de Julio (RT)     | 68 - 67 | Quimsa          | José Albert               | 6 de diciembre |
| Sionista            | 82 - 89 | Monte Hermoso   | Moisés Flesler            | 6 de diciembre |

| Weber Bahía Est.    | 90 - 69  | Obras Sanitarias | Osvaldo Casanova          | 8 de diciembre |
| Ciclista Olímpico   | 83 - 76  | Quimsa           | Vicente Rosales           | 8 de diciembre |
| Libertad            | 116 - 70 | Monte Hermoso    | El Hogar de los Tigres    | 8 de diciembre |
| Argentino (J)       | 72 - 58  | Gimnasia (CR)    | El Fortín de las Morochas | 8 de diciembre |
| 9 de Julio (RT)     | 77 - 82  | Atenas           | José Albert               | 8 de diciembre |
| La Unión de Formosa | 93 - 85  | Boca Juniors     | Cincuentenario            | 8 de diciembre |
| Sionista            | 67 - 76  | Peñarol          | Moisés Flesler            | 12 de enero    |
| Regatas Corrientes  | 73 - 77  | Lanús            | José Jorge Contte         | 19 de enero    |

| Atenas           | 102 - 63 | Libertad            | Carlos Cerutti          | 11 de diciembre |
| Gimnasia (CR)    | 106 - 84 | Ciclista Olímico    | Socios Fundadores       | 11 de diciembre |
| Boca Juniors     | 93 - 82  | Weber Bahía Est.    | Luis Conde              | 11 de diciembre |
| Monte Hermoso    | 79 - 83  | La Unión de Formosa | Polideportivo Municipal | 11 de diciembre |
| Quimsa           | 84 - 71  | Sionista            | Ciudad                  | 11 de diciembre |
| Obras Sanitarias | 84 - 76  | 9 de Julio (RT)     | Obras Sanitarias        | 11 de diciembre |
| Lanús            | 66 - 48  | Argentino (J)       | Antonio Rotili          | 11 de diciembre |
| Peñarol          | 91 - 93  | Regatas Corrientes  | Islas Malvinas          | 25 de enero     |

| Peñarol          | 90 - 86 | La Unión de Formosa | Islas Malvinas          | 13 de diciembre |
| Atenas           | 92 - 79 | Sionista            | Carlos Cerutti          | 13 de diciembre |
| Gimnasia (CR)    | 75 - 64 | 9 de Julio (RT)     | Socios Fundadores       | 13 de diciembre |
| Boca Juniors     | 70 - 81 | Argentino (J)       | Luis Conde              | 13 de diciembre |
| Monte Hermoso    | 83 - 82 | Regatas Corrientes  | Polideportivo Municipal | 13 de diciembre |
| Quimsa           | 78 - 69 | Libertad            | Ciudad                  | 13 de diciembre |
| Obras Sanitarias | 86 - 57 | Ciclista Olímpico   | Obras Sanitarias        | 13 de diciembre |
| Lanús            | 87 - 75 | Weber Bahía Est.    | Antonio Rotili          | 13 de diciembre |

| Ciclista Olímpico   | 84 - 73 | Weber Bahía Est. | Vicente Rosales         | 7 de enero  |
| Libertad            | 80 - 74 | Gimnasia (CR)    | El Hogar de los Tigres  | 7 de enero  |
| Peñarol             | 68 - 73 | Boca Juniors     | Islas Malvinas          | 7 de enero  |
| 9 de Julio (RT)     | 97 - 74 | Argentino (J)    | José Albert             | 7 de enero  |
| Sionista            | 55 - 85 | Obras Sanitarias | Moisés Flesler          | 7 de enero  |
| La Unión de Formosa | 82 - 74 | Quimsa           | Cincuentenario          | 7 de enero  |
| Monte Hermoso       | 62 - 72 | Lanús            | Polideportivo Municipal | 7 de enero  |
| Regatas Corrientes  | 91 - 78 | Atenas           | José Jorge Contte       | 11 de enero |

| Regatas Corrientes  | 72 - 83 | Quimsa           | José Jorge Contte       | 5 de enero |
| Monte Hermoso       | 91 - 81 | Boca Juniors     | Polideportivo Municipal | 5 de enero |
| Ciclista Olímpico   | 86 - 57 | Argentino (J)    | Vicente Rosales         | 9 de enero |
| Libertad            | 77 - 61 | Obras Sanitarias | El Hogar de los Tigres  | 9 de enero |
| Peñarol             | 85 - 68 | Lanús            | Islas Malvinas          | 9 de enero |
| 9 de Julio (RT)     | 97 - 86 | Weber Bahía Est. | José Albert             | 9 de enero |
| Sionista            | 83 - 91 | Gimnasia (CR)    | Moisés Flesler          | 9 de enero |
| La Unión de Formosa | 97 - 84 | Atenas           | Cincuentenario          | 9 de enero |

| Atenas           | 90 - 73  | Peñarol             | Carlos Cerutti            | 14 de enero |
| Gimnasia (CR)    | 78 - 72  | Regatas Corrientes  | Socios Fundadores         | 14 de enero |
| Weber Bahía Est. | 56 - 71  | Libertad            | Osvaldo Casanova          | 14 de enero |
| Boca Juniors     | 72 - 65  | Ciclista Olímpico   | Luis Conde                | 14 de enero |
| Obras Sanitarias | 100 - 94 | La Unión de Formosa | Obras Sanitarias          | 14 de enero |
| Argentino (J)    | 77 - 72  | Sionista            | El Fortín de las Morochas | 14 de enero |
| Lanús            | 88 - 75  | 9 de Julio (RT)     | Antonio Rotili            | 14 de enero |
| Quimsa           | 96 - 84  | Monte Hermoso       | Ciudad                    | 18 de enero |

| Atenas           | 85 - 81  | Monte Hermoso       | Carlos Cerutti            | 16 de enero   |
| Gimnasia (CR)    | 81 - 80  | La Unión de Formosa | Socios Fundadores         | 16 de enero   |
| Boca Juniors     | 101 - 99 | 9 de Julio (RT)     | Luis Conde                | 16 de enero   |
| Obras Sanitarias | 97 - 71  | Regatas Corrientes  | Obras Sanitarias          | 16 de enero   |
| Argentino (J)    | 79 - 77  | Libertad            | El Fortín de las Morochas | 16 de enero   |
| Lanús            | 79 - 57  | Ciclista Olímpico   | Antonio Rotili            | 16 de enero   |
| Quimsa           | 98 - 88  | Peñarol             | Ciudad                    | 9 de febrero  |
| Weber Bahía Est. | 83 - 71  | Sionista            | Osvaldo Casanova          | 22 de febrero |

| Libertad            | 91 - 74 | Ciclista Olímpico | El Hogar de los Tigres  | 21 de enero |
| Regatas Corrientes  | 81 - 54 | Weber Bahía Est.  | José Jorge Contte       | 21 de enero |
| Peñarol             | 94 - 82 | Gimnasia (CR)     | Islas Malvinas          | 21 de enero |
| Atenas              | 88 - 80 | Boca Juniors      | Carlos Cerutti          | 21 de enero |
| La Unión de Formosa | 72 - 48 | Argentino (J)     | Cincuentenario          | 21 de enero |
| Monte Hermoso       | 71 - 82 | Obras Sanitarias  | Polideportivo Municipal | 21 de enero |
| Quimsa              | 69 - 70 | Lanús             | Ciudad                  | 21 de enero |
| Sionista            | 70 - 88 | 9 de Julio (RT)   | Moisés Flesler          | 25 de enero |

| Libertad            | 87 - 64 | 9 de Julio (RT)   | El Hogar de los Tigres  | 23 de enero  |
| Regatas Corrientes  | 88 - 69 | Argentino (J)     | José Jorge Contte       | 23 de enero  |
| Peñarol             | 77 - 70 | Obras Sanitarias  | Islas Malvinas          | 23 de enero  |
| Atenas              | 82 - 73 | Lanús             | Carlos Cerutti          | 23 de enero  |
| La Unión de Formosa | 70 - 64 | Weber Bahía Est.  | Cincuentenario          | 23 de enero  |
| Monte Hermoso       | 85 - 64 | Gimnasia (CR)     | Polideportivo Municipal | 23 de enero  |
| Quimsa              | 80 - 73 | Boca Juniors      | Ciudad                  | 23 de enero  |
| Sionista            | 83 - 74 | Ciclista Olímpico | Moisés Flesler          | 8 de febrero |

| Gimnasia (CR)     | 77 - 73  | Atenas              | Socios Fundadores         | 28 de enero |
| Weber Bahía Est.  | 97 - 74  | Peñarol             | Osvaldo Casanova          | 28 de enero |
| Ciclista Olímpico | 65 - 88  | Regatas Corrientes  | Vicente Rosales           | 28 de enero |
| Boca Juniors      | 74 - 80  | Libertad            | Luis Conde                | 28 de enero |
| Obras Sanitarias  | 75 - 74  | Quimsa              | Obras Sanitarias          | 28 de enero |
| Argentino (J)     | 82 - 87  | Monte Hermoso       | El Fortín de las Morochas | 28 de enero |
| 9 de Julio (RT)   | 104 - 63 | La Unión de Formosa | José Albert               | 28 de enero |
| Lanús             | 85 - 72  | Sionista            | Antonio Rotili            | 28 de enero |

| Obras Sanitarias  | 77 - 62 | Atenas              | Obras Sanitarias          | 26 de enero |
| Gimnasia (CR)     | 92 - 83 | Quimsa              | Socios Fundadores         | 30 de enero |
| Weber Bahía Est.  | 97 - 93 | Monte Hermoso       | Osvaldo Casanova          | 30 de enero |
| Ciclista Olímpico | 76 - 81 | La Unión de Formosa | Vicente Rosales           | 30 de enero |
| Boca Juniors      | 89 - 84 | Sionista            | Luis Conde                | 30 de enero |
| Argentino (J)     | 48 - 76 | Peñarol             | El Fortín de las Morochas | 30 de enero |
| 9 de Julio (RT)   | 95 - 77 | Regatas Corrientes  | José Albert               | 30 de enero |
| Lanús             | 87 - 68 | Libertad            | Antonio Rotili            | 30 de enero |

| Regatas Corrientes  | 105 - 110 | Libertad          | José Jorge Contte       | 4 de febrero  |
| Atenas              | 67 - 65   | Weber Bahía Est.  | Carlos Cerutti          | 4 de febrero  |
| Boca Juniors        | 67 - 70   | Gimnasia (CR)     | Luis Conde              | 4 de febrero  |
| La Unión de Formosa | 76 - 86   | Sionista          | Cincuentenario          | 4 de febrero  |
| Monte Hermoso       | 87 - 67   | 9 de Julio (RT)   | Polideportivo Municipal | 4 de febrero  |
| Quimsa              | 65 - 77   | Argentino (J)     | Ciudad                  | 4 de febrero  |
| Lanús               | 96 - 98   | Obras Sanitarias  | Antonio Rotili          | 4 de febrero  |
| Peñarol             | 98 - 65   | Ciclista Olímpico | Islas Malvinas          | 22 de febrero |

| Boca Juniors        | 74 - 82 | Obras Sanitarias  | Luis Conde              | 2 de febrero  |
| Regatas Corrientes  | 86 - 62 | Sionista          | José Jorge COntte       | 6 de febrero  |
| Atenas              | 94 - 70 | Argentino (J)     | Carlos Cerutti          | 6 de febrero  |
| La Unión de Formosa | 72 - 69 | Libertad          | Cincuentenario          | 6 de febrero  |
| Monte Hermoso       | 87 - 75 | Ciclista Olímpico | Polideportivo Municipal | 6 de febrero  |
| Quimsa              | 91 - 62 | Weber Bahía Est.  | Ciudad                  | 6 de febrero  |
| Lanús               | 87 - 73 | Gimnasia (CR)     | Antonio Rotili          | 6 de febrero  |
| Peñarol             | 80 - 73 | 9 de Julio (RT)   | Islas Malvinas          | 16 de febrero |

| Ciclista Olímpico | 77 - 72 | Peñarol             | Vicente Rosales           | 11 de febrero |
| Weber Bahía Est.  | 88 - 78 | Atenas              | Osvaldo Casanova          | 11 de febrero |
| Gimnasia (CR)     | 76 - 72 | Boca Juniors        | Socios Fundadores         | 11 de febrero |
| Sionista          | 83 - 73 | La Unión de Formosa | Moisés Flesler            | 11 de febrero |
| 9 de Julio (RT)   | 80 - 73 | Monte Hermoso       | José Albert               | 11 de febrero |
| Obras Sanitarias  | 76 - 69 | Lanús               | Obras Sanitarias          | 11 de febrero |
| Libertad          | 81 - 68 | Regatas Corrientes  | El Hogar de los Tigres    | 23 de febrero |
| Argentino (J)     | 91 - 81 | Quimsa              | El Fortín de las Morochas | 23 de febrero |

| 9 de Julio (RT)   | 64 - 69 | Peñarol             | José Albert               | 13 de febrero |
| Argentino (J)     | 77 - 87 | Atenas              | El Fortín de las Morochas | 13 de febrero |
| Obras Sanitarias  | 89 - 78 | Boca Juniors        | Obras Sanitarias          | 13 de febrero |
| Libertad          | 65 - 72 | La Unión de Formosa | El Hogar de los Tigres    | 13 de febrero |
| Ciclista Olímpico | 0 - 2   | Monte Hermoso       | Vicente Rosales           | 13 de febrero |
| Gimnasia (CR)     | 66 - 60 | Lanús               | Socios Fundadores         | 13 de febrero |
| Sionista          | 97 - 91 | Regatas Corrientes  | Moisés Flesler            | 16 de marzo   |
| Weber Bahía Est.  | 90 - 83 | Quimsa              | Osvaldo Casanova          | 16 de marzo   |

| Gimnasia (CR)    | 80 - 68 | Weber Bahía Est.    | Socios Fundadores       | 18 de febrero |
| Atenas           | 75 - 78 | Ciclista Olímpico   | Carlos Cerutti          | 18 de febrero |
| Peñarol          | 61 - 59 | Libertad            | Islas Malvinas          | 18 de febrero |
| Boca Juniors     | 84 - 80 | Regatas Corrientes  | Luis Conde              | 18 de febrero |
| Obras Sanitarias | 87 - 69 | Argentino (J)       | Obras Sanitarias        | 18 de febrero |
| Quimsa           | 82 - 72 | 9 de Julio (RT)     | Ciudad                  | 18 de febrero |
| Monte Hermoso    | 72 - 61 | Sionista            | Polideportivo Municipal | 18 de febrero |
| Lanús            | 73 - 66 | La Unión de Formosa | Antonio Rotili          | 18 de febrero |

| Gimnasia (CR)    | 84 - 82 | Argentino (J)       | Socios Fundadores       | 16 de febrero |
| Obras Sanitarias | 59 -64  | Weber Bahía Est.    | Obras Sanitarias        | 20 de febrero |
| Quimsa           | 79 - 70 | Ciclista Olímpico   | Ciudad                  | 20 de febrero |
| Monte Hermoso    | 74 - 84 | Libertad            | Polideportivo Municipal | 20 de febrero |
| Lanús            | 69 - 66 | Regatas Corrientes  | Antonio Rotili          | 20 de febrero |
| Atenas           | 81 - 92 | 9 de Julio (RT)     | Carlos Cerutti          | 20 de febrero |
| Peñarol          | 82 - 54 | Sionista            | Islas Malvinas          | 20 de febrero |
| Boca Juniors     | 72 - 65 | La Unión de Formosa | Luis Conde              | 20 de febrero |

| Regatas Corrientes  | 83 - 71  | Peñarol          | José Jorge Contte         | 25 de febrero |
| Libertad            | 77 - 67  | Atenas           | El Hogar de los Tigres    | 25 de febrero |
| Ciclista Olímpico   | 96 - 77  | Gimnasia (CR)    | Vicente Rosales           | 25 de febrero |
| Weber Bahía Est.    | 94 - 84  | Boca Juniors     | Osvaldo Casanova          | 25 de febrero |
| La Unión de Formosa | 102 - 73 | Monte Hermoso    | Cincuentenario            | 25 de febrero |
| Sionista            | 78 - 65  | Quimsa           | Moisés Flesler            | 25 de febrero |
| 9 de Julio (RT)     | 82 - 75  | Obras Sanitarias | José Albert               | 25 de febrero |
| Argentino (J)       | 75 - 83  | Lanús            | El Fortín de las Morochas | 25 de febrero |

| La Unión de Formosa | 91 - 76 | Peñarol          | Cincuentenario            | 27 de febrero |
| Sionista            | 95 - 92 | Atenas           | Moisés Flesler            | 27 de febrero |
| 9 de Julio (RT)     | 96 - 76 | Gimnasia (CR)    | José Albert               | 27 de febrero |
| Argentino (J)       | 69 - 83 | Boca Juniors     | El Fortín de las Morochas | 27 de febrero |
| Regatas Corrientes  | 82 - 81 | Monte Hermoso    | José Jorge Contte         | 27 de febrero |
| Libertad            | 85 - 72 | Quimsa           | El Hogar de los Tigres    | 27 de febrero |
| Ciclista Olímpico   | 79 - 88 | Obras Sanitarias | Vicente Rosales           | 27 de febrero |
| Weber Bahía Est.    | 75 - 67 | Lanús            | Osvaldo Casanova          | 27 de febrero |

| Weber Bahía Est. | 102 - 76 | Ciclista Olímpico   | Osvaldo Casanova          | 2 de marzo  |
| Gimnasia (CR)    | 91 - 87  | Libertad            | Socios Fundadores         | 2 de marzo  |
| Boca Juniors     | 59 - 72  | Peñarol             | Luis Conde                | 2 de marzo  |
| Argentino (J)    | 84 - 64  | 9 de Julio (RT)     | El Fortín de las Morochas | 2 de marzo  |
| Obras Sanitarias | 86 - 74  | Sionista            | Obras Sanitarias          | 2 de marzo  |
| Quimsa           | 90 - 100 | La Unión de Formosa | Ciudad                    | 2 de marzo  |
| Lanús            | 79 - 76  | Monte Hermoso       | Antonio Rotili            | 2 de marzo  |
| Atenas           | 84 - 75  | Regatas Corrientes  | Carlos Cerutti            | 16 de marzo |

| Argentino (J)    | 87 - 88 | Ciclista Olímpico   | El Fortín de las Morochas | 4 de marzo  |
| Obras Sanitarias | 64 - 60 | Libertad            | Obras Sanitarias          | 4 de marzo  |
| Lanús            | 76 - 70 | Peñarol             | Antonio Rotili            | 4 de marzo  |
| Weber Bahía Est. | 94 - 85 | 9 de Julio (RT)     | Osvaldo Casanova          | 4 de marzo  |
| Gimnasia (CR)    | 79 - 80 | Sionista            | Socios Fundadores         | 4 de marzo  |
| Atenas           | 89 - 73 | La Unión de Formosa | Carlos Cerutti            | 4 de marzo  |
| Boca Juniors     | 85 - 56 | Monte Hermoso       | Luis Conde                | 4 de marzo  |
| Quimsa           | 80 - 56 | Regatas Corrientes  | Ciudad                    | 30 de marzo |

| Libertad            | 83 - 68   | Weber Bahía Est. | El Hogar de los Tigres  | 7 de marzo  |
| Monte Hermoso       | 115 - 122 | Quimsa           | Polideportivo Municipal | 7 de marzo  |
| Ciclista Olímpico   | 76 - 74   | Boca Juniors     | Vicente Rosales         | 7 de marzo  |
| La Unión de Formosa | 83 - 70   | Obras Sanitarias | Cincuentenario          | 7 de marzo  |
| Sionista            | 80 - 59   | Argentino (J)    | Moisés Flesler          | 7 de marzo  |
| 9 de Julio (RT)     | 81 - 52   | Lanús            | José Albert             | 7 de marzo  |
| Peñarol             | 83 - 76   | Atenas           | Islas Malvinas          | 8 de marzo  |
| Regatas Corrientes  | 82 - 67   | Gimnasia (CR)    | José Jorge Contte       | 23 de marzo |

| Monte Hermoso       | 83 - 92  | Atenas           | Polideportivo Municipal | 9 de marzo  |
| La Unión de Formosa | 84 - 78  | Gimnasia (CR)    | Cincuentenario          | 9 de marzo  |
| Sionista            | 93 - 100 | Weber Bahía Est. | Moisés Flesler          | 9 de marzo  |
| 9 de Julio (RT)     | 85 - 88  | Boca Juniors     | José Albert             | 9 de marzo  |
| Peñarol             | 96 - 81  | Quimsa           | Islas Malvinas          | 9 de marzo  |
| Libertad            | 80 - 71  | Argentino (J)    | El Hogar de los Tigres  | 9 de marzo  |
| Ciclista Olímpico   | 70 - 60  | Lanús            | Vicente Rosales         | 9 de marzo  |
| Regatas Corrientes  | 78 - 72  | Obras Sanitarias | José Jorge Contte       | 10 de marzo |

| Ciclista Olímpico | 80 - 76 | Libertad            | Vicente Rosales           | 18 de marzo |
| Weber Bahía Est.  | 84 - 82 | Regatas Corrientes  | Osvaldo Casanova          | 18 de marzo |
| Gimnasia (CR)     | 66 - 70 | Peñarol             | Socios Fundadores         | 18 de marzo |
| Boca Juniors      | 76 - 72 | Atenas              | Luis Conde                | 18 de marzo |
| 9 de Julio (RT)   | 66 - 89 | Sionista            | José Albert               | 18 de marzo |
| Argentino (J)     | 81 - 83 | La Unión de Formosa | El Fortín de las Morochas | 18 de marzo |
| Obras Sanitarias  | 86 - 79 | Monte Hermoso       | Obras Sanitarias          | 18 de marzo |
| Lanús             | 69 - 75 | Quimsa              | Antonio ROtili            | 18 de marzo |

| Obras Sanitarias  | 79 - 71  | Peñarol             | Obras Sanitarias          | 16 de marzo |
| 9 de Julio (RT)   | 74 - 68  | Libertad            | José Albert               | 20 de marzo |
| Argentino (J)     | 65 - 82  | Regatas Corrientes  | El Fortín de las Morochas | 20 de marzo |
| Lanús             | 103 - 96 | Atenas              | Antonio Rotili            | 20 de marzo |
| Ciclista Olímpico | 82 - 64  | Sionista            | Vicente Rosales           | 20 de marzo |
| Weber Bahía Est.  | 76 - 72  | La Unión de Formosa | Osvaldo Casanova          | 20 de marzo |
| Gimnasia (CR)     | 71 - 68  | Monte Hermoso       | Socios Fundadores         | 20 de marzo |
| Boca Juniors      | 83 -72   | Quimsa              | Luis Conde                | 20 de marzo |

| Atenas              | 90 - 68 | Gimnasia (CR)     | Carlos Cerutti          | 25 de marzo |
| Regatas Corrientes  | 83 - 77 | Ciclista Olímpico | José Jorge Contte       | 25 de marzo |
| Libertad            | 94 - 55 | Boca Juniors      | El Hogar de los Tigres  | 25 de marzo |
| Quimsa              | 75 - 85 | Obras Sanitarias  | Ciudad                  | 25 de marzo |
| Monte Hermoso       | 93 - 83 | Argentino (J)     | Polideportivo Municipal | 25 de marzo |
| La Unión de Formosa | 70 - 71 | 9 de Julio (RT)   | Cincuentenario          | 25 de marzo |
| Sionista            | 67 - 77 | Lanús             | Moisés Flesler          | 29 de marzo |
| Peñarol             | 97 - 83 | Weber Bahía Est.  | Islas Malvinas          | 30 de marzo |

| Atenas              | 60 - 66 | Obras Sanitarias  | Carlos Cerutti          | 23 de marzo |
| Quimsa              | 74 - 61 | Gimnasia (CR)     | Ciudad                  | 27 de marzo |
| Monte Hermoso       | 91 - 93 | Weber Bahía Est.  | Polideportivo Municipal | 27 de marzo |
| La Unión de Formosa | 84 - 68 | Ciclista Olímpico | Cincuentenario          | 27 de marzo |
| Sionista            | 79 - 69 | Boca Juniors      | Moisés Flesler          | 27 de marzo |
| Peñarol             | 79 - 62 | Argentino (J)     | Islas Malvinas          | 27 de marzo |
| Regatas Corrientes  | 79 - 72 | 9 de Julio (RT)   | José Jorge Contte       | 27 de marzo |
| Libertad            | 87 - 78 | Lanús             | El Hogar de los Tigres  | 27 de marzo |

| Obras Sanitarias    | 87 - 75  | Gimnasia (CR)      | Obras Sanitarias          | 30 de marzo |
| Lanús               | 75 - 66  | Boca Juniors       | Antonio Rotili            | 1 de abril  |
| Argentino (J)       | 100 - 79 | Weber Bahía Est.   | El Fortín de las Morochas | 1 de abril  |
| Sionista            | 70 - 84  | Libertad           | Moisés Flesler            | 1 de abril  |
| Monte Hermoso       | 91 - 102 | Peñarol            | Polideportivo Municipal   | 1 de abril  |
| 9 de Julio (RT)     | 75 - 69  | Ciclista Olímpico  | José Albert               | 1 de abril  |
| La Unión de Formosa | 86 - 64  | Regatas Corrientes | Cincuentenario            | 1 de abril  |
| Quimsa              | 70 - 76  | Atenas             | Ciudad                    | 1 de abril  |

| Weber Bahía Est.   | 81 - 75 | Argentino (J)       | Osvaldo Casanova       | 3 de abril |
| Libertad           | 97 - 75 | Sionista            | El Hogar de los Tigres | 3 de abril |
| Peñarol            | 85 - 80 | Monte Hermoso       | Islas Malvinas         | 3 de abril |
| Gimnasia (CR)      | 70 - 55 | Obras Sanitarias    | Socios Fundadores      | 3 de abril |
| Ciclista Olímpico  | 85 - 75 | 9 de Julio (RT)     | Vicente Rosales        | 3 de abril |
| Regatas Corrientes | 66 - 60 | La Unión de Formosa | José Jorge Contte      | 3 de abril |
| Atenas             | 91 - 71 | Quimsa              | Carlos Cerutti         | 3 de abril |
| Boca Juniors       | 68 - 61 | Lanús               | Luis Conde             | 3 de abril |

## Series por la permanencia

### Primer descenso
| Equipo                                                    | Equipo        | Partidos | Partidos | Partidos | Partidos | Partidos |
| --------------------------------------------------------- | ------------- | -------- | -------- | -------- | -------- | -------- |
| 13.º                                                      | Boca Juniors  | 66       | 84       | 79       |          |          |
| 16.º                                                      | Argentino (J) | 64       | 64       | 78       |          |          |
| Boca Juniors ganó la serie 3 - 0 y se mantiene en la LNB. |               |          |          |          |          |          |

| 8 de abril  | Boca Juniors                                                     | 66–64                | Argentino (J)                                                            | Ciudad de Buenos Aires                                                                           |  |  |
|             | Parciales: 18 - 15, 19 - 15, 14 - 16, 15- 18                     |                      |                                                                          |                                                                                                  |  |  |
|             | Estadísticas Larry O'Bannon 20 Larry O'Bannon 6 Larry O'Bannon 3 | Reporte Pts Reb Asts | Estadísticas 34 Joseph Bunn 10 Norman Nolan 2 Norman Nolan y Joseph Bunn | Pabellón: Estadio Luis Conde Árbitros: * Alejandro Ramallo * Osvaldo Bautista * Rodrigo Castillo |  |  |
| serie 1 - 0 |                                                                  |                      |                                                                          |                                                                                                  |  |  |
|             |                                                                  |                      |                                                                          |                                                                                                  |  |  |

| 10 de abril | Boca Juniors                                                      | 84–64                | Argentino (J)                                                       | Ciudad de Buenos Aires                                                                 |  |  |
|             | Parciales: 30 - 14, 19 - 10, 18 - 25, 17 - 15                     |                      |                                                                     |                                                                                        |  |  |
|             | Estadísticas Sebastián Vega 18 Sebastián Vega 11 Larry O'Bannon 2 | Reporte Pts Reb Asts | Estadísticas 15 Norman Nolan 8 Norman Nolan 2 Juan Pablo Sartorelli | Pabellón: Estadio Luis Conde Árbitros: * Pablo Estévez * Diego Rougier * Fabricio Vito |  |  |
| serie 2 - 0 |                                                                   |                      |                                                                     |                                                                                        |  |  |
|             |                                                                   |                      |                                                                     |                                                                                        |  |  |

| 15 de abril | Argentino (J)                                                   | 78–79                | Boca Juniors                                                    | Junín                                                                                         |  |  |
|             | Parciales: 13 - 30, 26 - 19, 20 - 17, 19 - 13                   |                      |                                                                 |                                                                                               |  |  |
|             | Estadísticas Norman Lewis 19 Pablo Espinoza 10 Santiago Scala 2 | Reporte Pts Reb Asts | Estadísticas 20 Larry O'Bannon 7 Derrick Alston 4 Juan Brussino | Pabellón: El Fortín de las Morochas Árbitros: * Alejandro Chiti * Juan Fernández * Raúl Imosi |  |  |
| serie 0 - 3 |                                                                 |                      |                                                                 |                                                                                               |  |  |
|             |                                                                 |                      |                                                                 |                                                                                               |  |  |

### Segundo descenso
| Equipo                                                | Equipo                | Partidos | Partidos | Partidos | Partidos | Partidos |
| ----------------------------------------------------- | --------------------- | -------- | -------- | -------- | -------- | -------- |
| 14.º                                                  | Monte Hermoso Básquet | 81       | 72       | 78       | 81       |          |
| 15.º                                                  | Sionista              | 82       | 70       | 80       | 85       |          |
| Sionista ganó la serie 3 - 1 y se mantiene en la LNB. |                       |          |          |          |          |          |

| 8 de abril  | Monte Hermoso Basket                                                | 81–82                | Sionista                                                         | Monte Hermoso                                                                                            |  |  |
|             | Parciales: 21 - 28, 18 - 18, 21 - 12, 14 - 16 (T.E.: 7 - 8)         |                      |                                                                  | |  |  |
|             | Estadísticas Hernando Salles 22 Hernando Salles 8 Hernando Salles 5 | Reporte Pts Reb Asts | Estadísticas 20 Alejandro Zilli 7 Alejandro Zilli 7 Pedro Franco | Pabellón: Polideportivo Municipal de Monte Hermoso Árbitros: * Fabricio Vito * Oscar Brítez * Raúl Imosi |  |  |
| serie 0 - 1 |                                                                     |                      |                                                                  | |  |  |
|             |                                                                     |                      |                                                                  | |  |  |

| 10 de abril | Monte Hermoso Basket                                              | 72–70                | Sionista                                                          | Monte Hermoso |  |  |
|             | Parciales: 21 - 17, 14 - 16, 15 - 15, 22 - 22                     |                      |                                                                   | |  |  |
|             | Estadísticas Hernando Salles 28 Reque Newsome 7 Hernando Salles 6 | Reporte Pts Reb Asts | Estadísticas 16 Alejandro Zilli 7 Christpher Hayes 4 Pedro Franco | Pabellón: Polideportivo Municipal de Monte Hermoso Árbitros: * Daniel Rodrigo * Roberto Smith * Leonardo Mendoza |  |  |
| serie 1 - 1 |                                                                   |                      |                                                                   | |  |  |
|             |                                                                   |                      |                                                                   | |  |  |

| 15 de abril | Sionista                                                             | 80–78                | Monte Hermoso Basket                                            | Paraná                                                                                        |  |  |
|             | Parciales: 32 - 24, 19 - 17, 15 - 17, 14 - 20                        |                      |                                                                 |                                                                                               |  |  |
|             | Estadísticas Christopher Hayes 21 Christopher Hayes 6 Pedro Franco 5 | Reporte Pts Reb Asts | Estadísticas 16 Byron Johnson 4 Byron Johnson 7 Hernando Salles | Pabellón: Estadio Moisés Flesler Árbitros: * Pablo Álvarez * Diego Rougier * Rodrigo Castillo |  |  |
| serie 2 - 1 |                                                                      |                      |                                                                 |                                                                                               |  |  |
|             |                                                                      |                      |                                                                 |                                                                                               |  |  |

| 17 de abril | Sionista                                                           | 85–81                | Monte Hermoso Basket                                                               | Paraná                                                                                           |  |  |
|             | Parciales: 28 - 21, 13 - 18, 27 - 17, 17 - 25                      |                      |                                                                                    |                                                                                                  |  |  |
|             | Estadísticas Christopher Hayes 21 Alejandro Zilli 9 Pedro Franco 9 | Reporte Pts Reb Asts | Estadísticas 14 Hernando Salles y Germán Sciutto 7 Byron Johnson 3 Hernando Salles | Pabellón: Estadio Moisés Flesler Árbitros: * Juan Fernández * Sergio Tarifeño * Oscar Martinetto |  |  |
| serie 3 - 1 |                                                                    |                      |                                                                                    |                                                                                                  |  |  |
|             |                                                                    |                      |                                                                                    |                                                                                                  |  |  |

## Tercera fase, play-offs
|  | Reclasificación | Reclasificación         | Reclasificación  |                     |   | Cuartos de final | Cuartos de final | Cuartos de final |  |     | Semifinales | Semifinales | Semifinales |  |     | Final   | Final | Final |  |
|  |                 |                         |                  |                     |   |                  |                  |                  |  |     |             |             |             |  |     |         |       |       |  |
|  |                 |                         |                  |                     |   |                  |                  |                  |  |     |             |             |             |  |     |         |       |       |  |
|  |                 |                         |                  |                     |   |                  |                  |                  |  |     |             |             |             |  |     |         |       |       |  |
|  |                 |                         |                  |                     |   |                  |                  |                  |  |     |             |             |             |  |     |         |       |       |  |
|  |                 |                         |                  |                     |   |                  |                  |                  |  |     |             |             |             |  |     |         |       |       |  |
|  |                 | 1.º                     | Obras Sanitarias | 1                   |   |                  |                  |                  |  |     |             |             |             |  |     |         |       |       |  |
|  |                 |                         |                  | 1                   |   |                  |                  |                  |  |     |             |             |             |  |     |         |       |       |  |
|  |                 |                         | 10.º             | Quimsa              | 3 |                  |                  |                  |  |     |             |             |             |  |     |         |       |       |  |
|  | 7.º             | Weber Bahía Estudiantes | 10.º             | Quimsa              | 3 | 2                |                  |                  |  |     |             |             |             |  |     |         |       |       |  |
|  | 7.º             | Weber Bahía Estudiantes |                  |                     |   |                  |                  |                  |  |     |             |             |             |  |     |         |       |       |  |
|  | 10.º            | Quimsa                  | 3                |                     |   |                  |                  |                  |  |     |             |             |             |  |     |         |       |       |  |
|  | 10.º            | Quimsa                  | 3                |                     |   |                  |                  |                  |  | 4.º | Atenas      | 3           |             |  |     |         |       |       |  |
|  |                 |                         |                  |                     |   |                  |                  |                  |  | 4.º | Atenas      | 3           |             |  |     |         |       |       |  |
|  |                 |                         | 10.º             | Quimsa              | 0 |                  |                  |                  |  |     |             |             |             |  |     |         |       |       |  |
|  |                 |                         | 10.º             | Quimsa              | 0 |                  |                  |                  |  |     |             |             |             |  |     |         |       |       |  |
|  |                 |                         |                  |                     |   |                  |                  |                  |  |     |             |             |             |  |     |         |       |       |  |
|  |                 |                         |                  |                     |   |                  |                  |                  |  |     |             |             |             |  |     |         |       |       |  |
|  |                 | 4.º                     | Atenas           | 3                   |   |                  |                  |                  |  |     |             |             |             |  |     |         |       |       |  |
|  |                 |                         |                  | 3                   |   |                  |                  |                  |  |     |             |             |             |  |     |         |       |       |  |
|  |                 |                         | 5.º              | La Unión de Formosa | 1 |                  |                  |                  |  |     |             |             |             |  |     |         |       |       |  |
|  | 5.º             | La Unión de Formosa     | 5.º              | La Unión de Formosa | 1 | 3                |                  |                  |  |     |             |             |             |  |     |         |       |       |  |
|  | 5.º             | La Unión de Formosa     |                  |                     |   |                  |                  |                  |  |     |             |             |             |  |     |         |       |       |  |
|  | 12.º            | Ciclista Olímpico       | 1                |                     |   |                  |                  |                  |  |     |             |             |             |  |     |         |       |       |  |
|  | 12.º            | Ciclista Olímpico       | 1                |                     |   |                  |                  |                  |  |     |             |             |             |  | 2.º | Peñarol | 4     |       |  |
|  |                 |                         |                  |                     |   |                  |                  |                  |  |     |             |             |             |  | 2.º | Peñarol | 4     |       |  |
|  |                 |                         | 4.º              | Atenas              | 1 |                  |                  |                  |  |     |             |             |             |  |     |         |       |       |  |
|  |                 |                         | 4.º              | Atenas              | 1 |                  |                  |                  |  |     |             |             |             |  |     |         |       |       |  |
|  |                 |                         |                  |                     |   |                  |                  |                  |  |     |             |             |             |  |     |         |       |       |  |
|  |                 |                         |                  |                     |   |                  |                  |                  |  |     |             |             |             |  |     |         |       |       |  |
|  |                 | 2.º                     | Peñarol          | 3                   |   |                  |                  |                  |  |     |             |             |             |  |     |         |       |       |  |
|  |                 |                         |                  | 3                   |   |                  |                  |                  |  |     |             |             |             |  |     |         |       |       |  |
|  |                 |                         | 8.º              | Regatas Corrientes  | 2 |                  |                  |                  |  |     |             |             |             |  |     |         |       |       |  |
|  | 8.º             | Regatas Corrientes      | 8.º              | Regatas Corrientes  | 2 | 3                |                  |                  |  |     |             |             |             |  |     |         |       |       |  |
|  | 8.º             | Regatas Corrientes      |                  |                     |   |                  |                  |                  |  |     |             |             |             |  |     |         |       |       |  |
|  | 9.º             | Gimnasia (CR)           | 1                |                     |   |                  |                  |                  |  |     |             |             |             |  |     |         |       |       |  |
|  | 9.º             | Gimnasia (CR)           | 1                |                     |   |                  |                  |                  |  | 2.º | Peñarol     | 3           |             |  |     |         |       |       |  |
|  |                 |                         |                  |                     |   |                  |                  |                  |  | 2.º | Peñarol     | 3           |             |  |     |         |       |       |  |
|  |                 |                         | 3.º              | Libertad            | 0 |                  |                  |                  |  |     |             |             |             |  |     |         |       |       |  |
|  |                 |                         | 3.º              | Libertad            | 0 |                  |                  |                  |  |     |             |             |             |  |     |         |       |       |  |
|  |                 |                         |                  |                     |   |                  |                  |                  |  |     |             |             |             |  |     |         |       |       |  |
|  |                 |                         |                  |                     |   |                  |                  |                  |  |     |             |             |             |  |     |         |       |       |  |
|  |                 | 3.º                     | Libertad         | 3                   |   |                  |                  |                  |  |     |             |             |             |  |     |         |       |       |  |
|  |                 |                         |                  | 3                   |   |                  |                  |                  |  |     |             |             |             |  |     |         |       |       |  |
|  |                 |                         | 9.º              | Lanús               | 2 |                  |                  |                  |  |     |             |             |             |  |     |         |       |       |  |
|  | 6.º             | Lanús                   | 9.º              | Lanús               | 2 | 3                |                  |                  |  |     |             |             |             |  |     |         |       |       |  |
|  | 6.º             | Lanús                   |                  |                     |   |                  |                  |                  |  |     |             |             |             |  |     |         |       |       |  |
|  | 11.º            | 9 de Julio (RT)         | 0                |                     |   |                  |                  |                  |  |     |             |             |             |  |     |         |       |       |  |
|  | 11.º            | 9 de Julio (RT)         | 0                |                     |   |                  |                  |                  |  |     |             |             |             |  |     |         |       |       |  |
|  |                 |                         |                  |                     |   |                  |                  |                  |  |     |             |             |             |  |     |         |       |       |  |

El resultado que figura en cada serie es la suma de los partidos ganados por cada equipo.
El equipo que figura primero en cada llave es el que obtuvo la ventaja de localía.

### Reclasificación
La Unión de Formosa - Ciclista Olímpico
| 6 de abril  | La Unión de Formosa                                                     | 98–78                | Ciclista Olímpico                                                                     | Formosa                                                                     |  |  |
|             | Parciales: 28 - 21, 25 - 22, 24 - 19, 21 - 16                           |                      |                                                                                       |                                                                             |  |  |
|             | Estadísticas David Jackson 21 Rubén Garces 15 G. Mikulas y D. Jackson 5 | Reporte Pts Reb Asts | Estadísticas 23 Andre Laws 6 Diego Guaita 2 E. Agostino, N. De Los Santos y D. Guaita | Pabellón: Estadio Cincuentenario Árbitros: * Alejandro Ramallo * Mario Aluz |  |  |
| serie 1 - 0 |                                                                         |                      |                                                                                       |                                                                             |  |  |
|             |                                                                         |                      |                                                                                       |                                                                             |  |  |

| 8 de abril  | La Unión de Formosa                                                  | 73–81                | Ciclista Olímpico                                                 | Formosa                                                                            |  |  |
|             | Parciales: 20 - 31, 16 - 22, 9 - 8, 28 - 20                          |                      |                                                                   |                                                                                    |  |  |
|             | Estadísticas Gabriel Mikulas 16 Gabriel Mikulas 9 Lucas Pérez Naim 2 | Reporte Pts Reb Asts | Estadísticas 25 Enzo Ruiz 5 E. Ruiz y C. Romero 4 Lucas Picarelli | Pabellón: Estadio Cincuentenario Árbitros: * Daniel Rodrigo * Jorge Gustavo Chávez |  |  |
| serie 1 - 1 |                                                                      |                      |                                                                   |                                                                                    |  |  |
|             |                                                                      |                      |                                                                   |                                                                                    |  |  |

| 14 de abril | Ciclista Olímpico                                              | 81–85                | La Unión de Formosa                                                               | La Banda                                                                   |  |  |
|             | Parciales: 21 - 18, 23 - 22, 16 - 10, 8 - 18 (T.E.: 13 - 17)   |                      |                                                                                   |                                                                            |  |  |
|             | Estadísticas Cristian Romero 16 Cristian Romero 7 Andre Laws 7 | Reporte Pts Reb Asts | Estadísticas 18 David Jackson 10 Gabriel Mikulas 2 M. Ibarra, A. Pau y D. Jackson | Pabellón: Estadio Vicente Rosales Árbitros: * Roberto Simth * Fabio Alaníz |  |  |
| serie 1 - 2 |                                                                |                      |                                                                                   |                                                                            |  |  |
|             |                                                                |                      |                                                                                   |                                                                            |  |  |

| 16 de abril | Ciclista Olímpico                                                    | 62–73                | La Unión de Formosa                                                                | La Banda                                                                        |  |  |
|             | Parciales: 15 - 19, 11 - 12, 20 - 15, 16 - 27                        |                      |                                                                                    |                                                                                 |  |  |
|             | Estadísticas Andre Laws 17 Diego Guaita 7 D. Guaita y L. Picarelli 2 | Reporte Pts Reb Asts | Estadísticas 21 Gabriel Mikulas 11 G. Mikulas y R. Garcés 2 G. Mikulas y M. Ibarra | Pabellón: Estadio Vicente Rosales Árbitros: * Juan Fernández * Osvaldo Bautista |  |  |
| serie 1 - 3 |                                                                      |                      |                                                                                    |                                                                                 |  |  |
|             |                                                                      |                      |                                                                                    |                                                                                 |  |  |

Lanús - 9 de Julio (Río Tercero)
| 6 de abril  | Lanús                                                                  | 91–58                | 9 de Julio (RT)                                                   | Lanús                                                                         |  |  |
|             | Parciales: 26 - 11, 18 - 15, 20 - 15, 27 - 17                          |                      |                                                                   |                                                                               |  |  |
|             | Estadísticas Cedric Moodie 27 Fernando Malara 7 Nicolás Laprovittola 5 | Reporte Pts Reb Asts | Estadísticas 13 Jermaine Bucknor 6 Jerome Meyinsse 4 Gastón Torre | Pabellón: Estadio Antonio Rotili Árbitros: * Diego Rougier * Leonardo Mendoza |  |  |
| serie 1 - 0 |                                                                        |                      |                                                                   |                                                                               |  |  |
|             |                                                                        |                      |                                                                   |                                                                               |  |  |

| 8 de abril  | Lanús                                                              | 83–74                | 9 de Julio (RT)                                                       | Lanús                                                                          |  |  |
|             | Parciales: 30 - 10, 18 - 24, 23 - 18, 12 - 22                      |                      |                                                                       |                                                                                |  |  |
|             | Estadísticas Cedric Moodie 24 Jamaal Levy 9 Nicolás Laprovittola 5 | Reporte Pts Reb Asts | Estadísticas 21 Jerome Meyinsse 16 Jermaine Bucknor 4 Lucas Barlasina | Pabellón: Estadio Antonio Rotili Árbitros: * Fernando Sampietro * Fabio Alaníz |  |  |
| serie 2 - 0 |                                                                    |                      |                                                                       |                                                                                |  |  |
|             |                                                                    |                      |                                                                       |                                                                                |  |  |

| 14 de abril | 9 de Julio (RT)                                                         | 70–77                | Lanús                                                         | Río Tercero                                                               |  |  |
|             | Parciales: 19 - 18, 22 - 11, 11 - 26, 18 - 22                           |                      |                                                               |                                                                           |  |  |
|             | Estadísticas Jerome Meyinsse 18 G. Torre y J. Meyinsse 8 Gastón Torre 3 | Reporte Pts Reb Asts | Estadísticas 18 Terrel Taylor 8 Adrián Boccia 2 Adrián Boccia | Pabellón: Estadio José Albert Árbitros: * Alejandro Chiti * Fabricio Vito |  |  |
| serie 0 - 3 |                                                                         |                      |                                                               |                                                                           |  |  |
|             |                                                                         |                      |                                                               |                                                                           |  |  |

Weber Bahía Estudiantes - Quimsa
| 6 de abril  | Weber Bahía Estudiantes                                           | 69–67                | Quimsa                                                                  | Bahía Blanca                                                                      |  |  |
|             | Parciales: 15 - 17, 25 - 17, 11 - 13, 18 - 20                     |                      |                                                                         |                                                                                   |  |  |
|             | Estadísticas Devin Davis 27 Devin Davis 17 Juan Ignacio Sánchez 4 | Reporte Pts Reb Asts | Estadísticas 14 Julio Mázzaro 5 Dioniso Gómez Camargo 2 Diego Lo Grippo | Pabellón: Estadio Osvaldo Casanova Árbitros: * Alejandro Chiti * Rodrigo Castillo |  |  |
| serie 1 - 0 |                                                                   |                      |                                                                         |                                                                                   |  |  |
|             |                                                                   |                      |                                                                         |                                                                                   |  |  |

| 8 de abril  | Weber Bahía Estudiantes                                                    | 80–76                | Quimsa                                                                 | Bahía Blanca                                                                    |  |  |
|             | Parciales: 25 - 15, 13 - 23, 19 - 19, 23 - 19                              |                      |                                                                        |                                                                                 |  |  |
|             | Estadísticas E. Nelson y D. Davis 15 Devin Davis 13 Juan Ignacio Sánchez 9 | Reporte Pts Reb Asts | Estadísticas 15 Dionisio Gómez Camargo 8 Diego Cávaco 3 Jonatan Treise | Pabellón: Estadio Osvaldo Casanova Árbitros: * Pablo Estévez * Oscar Martinetto |  |  |
| serie 2 - 0 |                                                                            |                      |                                                                        |                                                                                 |  |  |
|             |                                                                            |                      |                                                                        |                                                                                 |  |  |

| 15 de abril | Quimsa                                                              | 83–72                | Weber Bahía Estudiantes                                             | Santiago del Estero                                                 |  |  |
|             | Parciales: 29 - 16, 23 - 15, 19 - 20, 12 - 21                       |                      |                                                                     |                                                                     |  |  |
|             | Estadísticas Diego Lo Grippo 22 Diego Lo Grippo 6 Nicolás Aguirre 2 | Reporte Pts Reb Asts | Estadísticas 18 Edward Nelson 12 Devin Davis 4 Juan Ignacio Sánchez | Pabellón: Estadio Ciudad Árbitros: * Sergio Tarifeño * Fabio Alaníz |  |  |
| serie 1 - 2 |                                                                     |                      |                                                                     |                                                                     |  |  |
|             |                                                                     |                      |                                                                     |                                                                     |  |  |

| 17 de abril | Quimsa                                                                     | 92–77                | Weber Bahía Estudiantes                                               | Santiago del Estero                                                |  |  |
|             | Parciales: 19 - 16, 23 - 21, 31 - 20, 19 - 20                              |                      |                                                                       |                                                                    |  |  |
|             | Estadísticas Julio Mázzaro 31 Damián Tintorelli 9 N. Aguirre y J. Treise 4 | Reporte Pts Reb Asts | Estadísticas 23 Edward Nelson 11 Edward Nelson 4 Juan Ignacio Sánchez | Pabellón: Estadio Ciudad Árbitros: * Diego Rougier * Fabricio Vito |  |  |
| serie 2 - 2 |                                                                            |                      |                                                                       |                                                                    |  |  |
|             |                                                                            |                      |                                                                       |                                                                    |  |  |

| 20 de abril | Weber Bahía Estudiantes                                            | 64–66                | Quimsa                                                           | Bahía Blanca                                                                 |  |  |
|             | Parciales: 16 - 19, 20 - 17, 16 - 13, 12 - 17                      |                      |                                                                  |                                                                              |  |  |
|             | Estadísticas Edward Nelson 16 Devin Davis 8 Juan Ignacio Sánchez 7 | Reporte Pts Reb Asts | Estadísticas 16 Julio Mázzaro 7 Diego Lo Grippo 4 Jonatan Treise | Pabellón: Estadio Osvaldo Casanova Árbitros: * Daniel Rodrigo * Oscar Brítez |  |  |
| serie 2 - 3 |                                                                    |                      |                                                                  |                                                                              |  |  |
|             |                                                                    |                      |                                                                  |                                                                              |  |  |

Regatas Corrientes - Gimnasia (Comodoro Rivadavia)
| 6 de abril  | Regatas Corrientes                                        | 74–64                | Gimnasia (CR)                                                | Corrientes                                                                        |  |  |
|             | Parciales: 18 - 14, 27 - 11, 17 - 16, 12 - 23             |                      |                                                              |                                                                                   |  |  |
|             | Estadísticas Louis Roe 23 Louis Roe 10 Eduardo Villares 4 | Reporte Pts Reb Asts | Estadísticas 15 Gerald Brown 6 Hakeem Rollins 3 Diego Romero | Pabellón: Estadio José Jorge Contte Árbitros: * Fernando Sampietro * Fabio Alaníz |  |  |
| serie 1 - 0 |                                                           |                      |                                                              |                                                                                   |  |  |
|             |                                                           |                      |                                                              |                                                                                   |  |  |

| 8 de abril  | Regatas Corrientes                                                      | 93–62                | Gimnasia (CR)                                               | Corrientes                                                                   |  |  |
|             | Parciales: 25 - 18, 18 - 13, 22 - 17, 28 - 14                           |                      |                                                             |                                                                              |  |  |
|             | Estadísticas Nicolás Romano 15 Federico Kammerichs 9 Javier Martínez 11 | Reporte Pts Reb Asts | Estadísticas 15 Oscar Funes 4 Hakeem Rollins 2 Reggie Okosa | Pabellón: Estadio José Jorge Contte Árbitros: * Alejandro Chiti * Mario Aluz |  |  |
| serie 2 - 0 |                                                                         |                      |                                                             |                                                                              |  |  |
|             |                                                                         |                      |                                                             |                                                                              |  |  |

| 15 de abril | Gimnasia (CR)                                                 | 81–68                | Regatas Corrientes                                                                                       | Comodoro Rivadavia                                                            |  |  |
|             | Parciales: 24 - 19, 26 - 18, 14 - 13, 17 - 18                 |                      | |                                                                               |  |  |
|             | Estadísticas Oscar Funes 16 Hakeem Rollins 9 Mariano Franco 2 | Reporte Pts Reb Asts | Estadísticas 16 Federico Kammerichs 10 Federico Kammerichs 1 N. Romano, R. Stanton, L. Roe y E. Villares | Pabellón: Estadio Socios Fundadores Árbitros: * Daniel Rodrigo * Oscar Brítez |  |  |
| serie 1 - 2 |                                                               |                      | |                                                                               |  |  |
|             |                                                               |                      | |                                                                               |  |  |

| 17 de abril | Gimnasia (CR)                                                        | 78–85                | Regatas Corrientes                                      | Comodoro Rivadavia                                                               |  |  |
|             | Parciales: 22 - 21, 21 - 16, 12 - 29, 23 - 19                        |                      |                                                         |                                                                                  |  |  |
|             | Estadísticas Reggie Okosa 24 Mariano Franco 4 O. Funes y D. Romero 2 | Reporte Pts Reb Asts | Estadísticas 26 Louis Roe 9 Louis Roe 4 Javier Martínez | Pabellón: Estadio Socios Fundadores Árbitros: * Pablo Estévez * Rodrigo Castillo |  |  |
| serie 1 - 3 |                                                                      |                      |                                                         |                                                                                  |  |  |
|             |                                                                      |                      |                                                         |                                                                                  |  |  |

### Cuartos de final
Obras Sanitarias - Quimsa
| 25 de abril | Obras Sanitarias                                                                  | 75–82                | Quimsa                                                                   | Buenos Aires                                                                     |  |  |
|             | Parciales: 19 - 21, 14 - 19, 21 - 24, 21 - 18                                     |                      |                                                                          |                                                                                  |  |  |
|             | Estadísticas William McFarlan 28 J.P. Gutiérrez y W. McFarlan 10 Martín Osimani 5 | Reporte Pts Reb Asts | Estadísticas 22 Julio Mázzaro 10 Dionisio Gómez Camargo 6 Jonatan Treise | Pabellón: Estadio Obras Sanitarias Árbitros: * Juan Fernández * Leonardo Mendoza |  |  |
| serie 0 - 1 |                                                                                   |                      |                                                                          |                                                                                  |  |  |
|             |                                                                                   |                      |                                                                          |                                                                                  |  |  |

| 27 de abril | Obras Sanitarias                                                                     | 64–74                | Quimsa                                                                            | Buenos Aires                                                                     |  |  |
|             | Parciales: 15 - 21, 20 - 22, 17 - 15, 12 - 16                                        |                      |                                                                                   |                                                                                  |  |  |
|             | Estadísticas L. González y J.P. Gutiérrez 19 Juan Pedro Gutiérrez 7 Martín Osimani 3 | Reporte Pts Reb Asts | Estadísticas 23 Diego Lo Grippo 7 Dionisio Gómez Camargo 4 G. Aguirre y J. Treise | Pabellón: Estadio Obras Sanitarias Árbitros: * Alejandro Ramallo * Roberto Smith |  |  |
| serie 0 - 2 |                                                                                      |                      |                                                                                   |                                                                                  |  |  |
|             |                                                                                      |                      |                                                                                   |                                                                                  |  |  |

| 2 de mayo   | Quimsa                                                                   | 73–86                | Obras Sanitarias                                                            | Santiago del Estero                                                     |  |  |
|             | Parciales: 21 - 19, 15 - 17, 20 - 26, 17 - 24                            |                      |                                                                             |                                                                         |  |  |
|             | Estadísticas Julio Mázzaro 21 Dionisio Gómez Camargo 8 Nicolás Aguirre 4 | Reporte Pts Reb Asts | Estadísticas 18 William McFarlan 9 Juan Pedro Gutiérrez 3 Leonel Schattmann | Pabellón: Estadio Ciudad Árbitros: * Alejandro Chiti * Osvaldo Bautista |  |  |
| serie 2 - 1 |                                                                          |                      |                                                                             |                                                                         |  |  |
|             |                                                                          |                      |                                                                             |                                                                         |  |  |

| 4 de mayo   | Quimsa                                                                      | 86–65                | Obras Sanitarias                                                                | Santiago del Estero                                                   |  |  |
|             | Parciales: 23 - 14, 20 - 18, 21 - 13, 22 - 20                               |                      |                                                                                 |                                                                       |  |  |
|             | Estadísticas D. Lo Grippo y J. Mázzaro 19 Federico Marín 9 Federico Marín 4 | Reporte Pts Reb Asts | Estadísticas 27 Juan Pedro Gutiérrez 12 Juan Pedro Gutiérrez 4 William McFarlan | Pabellón: Estadio Ciudad Árbitros: * Pablo Estévez * Rodrigo Castillo |  |  |
| serie 3 - 1 |                                                                             |                      |                                                                                 |                                                                       |  |  |
|             |                                                                             |                      |                                                                                 |                                                                       |  |  |

Peñarol - Regatas Corrientes
| 25 de abril | Peñarol                                                            | 78–69                | Regatas Corrientes                                                                | Mar del Plata                                                                      |  |  |
|             | Parciales: 19 - 14, 21 - 20, 23 - 18, 15 - 17                      |                      |                                                                                   |                                                                                    |  |  |
|             | Estadísticas Kyle Lamonte 22 Facundo Campazzo 7 Facundo Campazzo 3 | Reporte Pts Reb Asts | Estadísticas 24 Eduardo Villares 6 Federico Kammerichs 3 R. Legaria y J. Martínez | Pabellón: Polideportivo Islas Malvinas Árbitros: * Roberto Smith * Sergio Tarifeño |  |  |
| serie 1 - 0 |                                                                    |                      |                                                                                   |                                                                                    |  |  |
|             |                                                                    |                      |                                                                                   |                                                                                    |  |  |

| 27 de abril | Peñarol                                                                 | 96–76                | Regatas Corrientes                                           | Mar del Plata                                                                    |  |  |
|             | Parciales: 29 - 16, 27 - 22, 21 - 17, 19 - 21                           |                      |                                                              |                                                                                  |  |  |
|             | Estadísticas Leonardo Gutiérrez 23 Martín Leiva 5 Sebastián Rodríguez 8 | Reporte Pts Reb Asts | Estadísticas 20 Nicolás Romano 15 Louis Roe 3 Nicolás Romano | Pabellón: Polideportivo Islas Malvinas Árbitros: * Diego Rougier * Fabricio Vito |  |  |
| serie 2 - 0 |                                                                         |                      |                                                              |                                                                                  |  |  |
|             |                                                                         |                      |                                                              |                                                                                  |  |  |

| 2 de mayo   | Regatas Corrientes                                                      | 87–77                | Peñarol                                                              | Corrientes                                                                         |  |  |
|             | Parciales: 19 - 22, 24 - 20, 18 - 14, 26 - 21                           |                      |                                                                      |                                                                                    |  |  |
|             | Estadísticas Javier Martínez 24 Federico Kammerihs 10 Javier Martínez 6 | Reporte Pts Reb Asts | Estadísticas 18 Leonardo Gutiérrez 8 Martín Leiva 3 Facundo Campazzo | Pabellón: Estadio José Jorge Contte Árbitros: * Juan Fernández * Alejandro Ramallo |  |  |
| serie 1 - 2 |                                                                         |                      |                                                                      |                                                                                    |  |  |
|             |                                                                         |                      |                                                                      |                                                                                    |  |  |

| 4 de mayo   | Regatas Corrientes                                                           | 96–93                | Peñarol                                                            | Corrientes                                                                    |  |  |
|             | Parciales: 28 - 24, 23 - 23, 12 - 16, 23 - 23 (T.E.: 10 - 7)                 |                      |                                                                    |                                                                               |  |  |
|             | Estadísticas Federico Kammerichs 24 Federico Kammerichs 22 Javier Martínez 9 | Reporte Pts Reb Asts | Estadísticas 26 Leonardo Gutiérrez 7 Martín Leiva 3 Nicolás Lauría | Pabellón: Estadio José Jorge Contte Árbitros: * Daniel Rodrigo * Oscar Brítez |  |  |
| serie 2 - 2 |                                                                              |                      |                                                                    |                                                                               |  |  |
|             |                                                                              |                      |                                                                    |                                                                               |  |  |

| 7 de mayo   | Peñarol                                                                       | 99–59                | Regatas Corrientes                                                        | Mar del Plata                                                                         |  |  |
|             | Parciales: 26 - 10, 21 - 14, 23 - 15, 29 - 20                                 |                      |                                                                           |                                                                                       |  |  |
|             | Estadísticas Sebastián Rodríguez 24 Martín Leiva 13 S. Rodríguez y M. Leiva 4 | Reporte Pts Reb Asts | Estadísticas 14 Nicolás Romano 5 F. Kammerichs y L. Roe 5 Javier Martínez | Pabellón: Polideportivo Islas Malvinas Árbitros: * Pablo Estévez * Fernando Sampietro |  |  |
| serie 3 - 2 |                                                                               |                      |                                                                           |                                                                                       |  |  |
|             |                                                                               |                      |                                                                           |                                                                                       |  |  |

Libertad - Lanús
| 25 de abril | Libertad                                                        | 57–77                | Lanús                                                                  | Sunchales                                                                         |  |  |
|             | Parciales: 17 - 17, 12 - 19, 22 - 23, 6 - 18                    |                      |                                                                        |                                                                                   |  |  |
|             | Estadísticas Robert Battle 18 Robert Battle 10 Ronald Sellaze 3 | Reporte Pts Reb Asts | Estadísticas 13 Lucas Victoriano 9 Adrián Bocia 4 Nicolás Laprovittola | Pabellón: El Hogar de los Tigres Árbitros: * Alejandro Ramallo * Osvaldo Bautista |  |  |
| serie 0 - 1 |                                                                 |                      |                                                                        |                                                                                   |  |  |
|             |                                                                 |                      |                                                                        |                                                                                   |  |  |

| 27 de abril | Libertad                                                               | 74–68                | Lanús                                                             | Sunchales                                                                |  |  |
|             | Parciales: 24 - 14, 14 - 23, 15 - 17, 21 - 14                          |                      |                                                                   |                                                                          |  |  |
|             | Estadísticas Ronald Selleaze 17 Ronald Selleaze 9 Sebastián Ginóbili 4 | Reporte Pts Reb Asts | Estadísticas 22 Mariano Byró 7 Jamaal Levy 2 Nicolás Laprovittola | Pabellón: El Hogar de los Tigres Árbitros: * Daniel Rodrigo * Mario Aluz |  |  |
| serie 1 - 1 |                                                                        |                      |                                                                   |                                                                          |  |  |
|             |                                                                        |                      |                                                                   |                                                                          |  |  |

| 2 de mayo   | Lanús                                                            | 84–61                | Libertad                                                               | Lanús                                                                             |  |  |
|             | Parciales: 25 - 9, 17 - 17, 22 - 11, 20 - 24                     |                      |                                                                        |                                                                                   |  |  |
|             | Estadísticas Terrel Taylor 15 Adrián Boccia 7 Lucas Victoriano 6 | Reporte Pts Reb Asts | Estadísticas 11 Rubén Wolkowyski 10 Robert Battle 3 Juan Pablo Cantero | Pabellón: Microestadio Antonio Rotili Árbitros: * Pablo Estévez * Sergio Tarifeño |  |  |
| serie 2 - 1 |                                                                  |                      |                                                                        |                                                                                   |  |  |
|             |                                                                  |                      |                                                                        |                                                                                   |  |  |

| 4 de mayo   | Lanús                                                                | 62–66                | Libertad                                                               | Lanús                                                                                 |  |  |
|             | Parciales: 17 - 18, 20 - 11, 13 - 26, 12 - 11                        |                      |                                                                        |                                                                                       |  |  |
|             | Estadísticas Adrián Boccia 15 Adrián Boccia 9 Nicolás Laprovittola 9 | Reporte Pts Reb Asts | Estadísticas 17 Juan Pablo Cantero 9 Alexander Galindo 4 Robert Battle | Pabellón: Microestadio Antonio Rotili Árbitros: * Fernando Sampietro * Juan Fernández |  |  |
| serie 2 - 2 |                                                                      |                      |                                                                        |                                                                                       |  |  |
|             |                                                                      |                      |                                                                        |                                                                                       |  |  |

| 7 de mayo   | Libertad                                                                | 75–73                | Lanús                                                              | Sunchales                                                                    |  |  |
|             | Parciales: 14 - 18, 24 - 18, 16 - 15, 21 - 22                           |                      |                                                                    |                                                                              |  |  |
|             | Estadísticas Juan Pablo Cantero 19 Alexander Galindo 7 Roberto Gabini 4 | Reporte Pts Reb Asts | Estadísticas 20 Jamaal Levy 7 Terrel Taylor 4 Nicolás Laprovittola | Pabellón: El Hogar de los Tigres Árbitros: * Alejandro Chiti * Fabricio Vito |  |  |
| serie 3 - 2 |                                                                         |                      |                                                                    |                                                                              |  |  |
|             |                                                                         |                      |                                                                    |                                                                              |  |  |

Atenas - La Unión de Formosa
| 25 de abril | Atenas                                                                              | 74–56                | La Unión de Formosa                                             | Córdoba                                                                             |  |  |
|             | Parciales: 15 - 25, 26 - 9, 17 - 10, 15 - 12                                        |                      |                                                                 |                                                                                     |  |  |
|             | Estadísticas J. Rivero, B. Lábaque y J. Williams 10 Gregory Lewis 8 Bruno Lábaque 6 | Reporte Pts Reb Asts | Estadísticas 14 Gabriel Mikulas 11 Rubén Garces 2 Matías Ibarra | Pabellón: Polideportivo Carlos Cerutti Árbitros: * Pablo Estévez * Rodrigo Castillo |  |  |
| serie 1 - 0 |                                                                                     |                      |                                                                 |                                                                                     |  |  |
|             |                                                                                     |                      |                                                                 |                                                                                     |  |  |

| 27 de abril | Atenas                                                                           | 76–73                | La Unión de Formosa                                                        | Córdoba                                                                           |  |  |
|             | Parciales: 22 - 21, 15 - 19, 22 - 7, 17 - 26                                     |                      |                                                                            |                                                                                   |  |  |
|             | Estadísticas Gregory Lewis 21 J. Williams y G. Lewis 8 B. Lábaque y M. Gerlero 3 | Reporte Pts Reb Asts | Estadísticas 24 David Jackson 10 Rubén Garces 4 L. Pérez Naim y F. Ferrini | Pabellón: Polideportivo Carlos Cerutti Árbitros: * Alejandro Chiti * Oscar Brítez |  |  |
| serie 2 - 0 |                                                                                  |                      |                                                                            |                                                                                   |  |  |
|             |                                                                                  |                      |                                                                            |                                                                                   |  |  |

| 2 de mayo   | La Unión de Formosa                                            | 66–52                | Atenas                                                                     | Formosa                                                                     |  |  |
|             | Parciales: 19 - 8, 16 - 11, 14 - 16, 17 - 17                   |                      |                                                                            |                                                                             |  |  |
|             | Estadísticas Gabriel Mikulas 18 Rubén Garces 10 Rubén Garces 3 | Reporte Pts Reb Asts | Estadísticas 16 James Leon Williams 6 James Leon Williams 3 Diego Gerbaudo | Pabellón: Estadio Cincuentenario Árbitros: * Daniel Rodrigo * Fabricio Vito |  |  |
| serie 1 - 2 |                                                                |                      |                                                                            |                                                                             |  |  |
|             |                                                                |                      |                                                                            |                                                                             |  |  |

| 4 de mayo   | La Unión de Formosa                                             | 63–75                | Atenas                                                                         | Formosa                                                                    |  |  |
|             | Parciales: 19 - 16, 14 - 18, 10 - 21, 20 - 20                   |                      |                                                                                |                                                                            |  |  |
|             | Estadísticas David Jackson 23 Rubén Garces 13 Gabriel Mikulas 4 | Reporte Pts Reb Asts | Estadísticas 15 J. Rivero y J. Williams 13 James Leon Williams 3 Bruno Lábaque | Pabellón: Estadio Cincuentenario Árbitros: * Diego Rougier * Roberto Smith |  |  |
| serie 1 - 3 |                                                                 |                      |                                                                                |                                                                            |  |  |
|             |                                                                 |                      |                                                                                |                                                                            |  |  |

### Semifinales
Atenas - Quimsa
| 11 de mayo  | Atenas                                                        | 76–56                | Quimsa                                                           | Córdoba                                                                                             |  |  |
|             | Parciales: 12 - 18, 24 - 15, 21 - 2, 19 - 21                  |                      |                                                                  | |  |  |
|             | Estadísticas Gregory Lewis 14 Gregory Lewis 8 Bruno Lábaque 6 | Reporte Pts Reb Asts | Estadísticas 10 Diego Cávaco 8 Damián Tintorelli 3 Julio Mázzaro | Pabellón: Polideportivo Carlos Cerutti Árbitros: * Fernando Sampietro * Juan Fernández * Mario Aluz |  |  |
| serie 1 - 0 |                                                               |                      |                                                                  | |  |  |
|             |                                                               |                      |                                                                  | |  |  |

| 13 de mayo  | Atenas                                                         | 72–60                | Quimsa                                                                             | Córdoba                                                                                                   |  |  |
|             | Parciales: 17 - 20, 22 - 13, 21 - 16, 12 - 11                  |                      |                                                                                    | |  |  |
|             | Estadísticas Gregory Lewis 19 Gregory Lewis 9 Matías Lescano 4 | Reporte Pts Reb Asts | Estadísticas 17 Dionisio Gómez Camargo 8 Diego Lo Grippo 5 Gustavo Nicolás Aguirre | Pabellón: Polideportivo Carlos Cerutti Árbitros: * Alejandro Ramallo * Alejandro Chiti * Leonardo Mendoza |  |  |
| serie 2 - 0 |                                                                |                      |                                                                                    | |  |  |
|             |                                                                |                      |                                                                                    | |  |  |

| 18 de mayo  | Quimsa                                                                             | 82–89                | Atenas                                                                                     | Santiago del Estero                                                                 |  |  |
|             | Parciales: 24 - 27, 12 - 24, 20 - 20, 26 - 18                                      |                      |                                                                                            |                                                                                     |  |  |
|             | Estadísticas Diego Lo Grippo 24 Dionisio Gómez Camargo 5 Gustavo Nicolás Aguirre 7 | Reporte Pts Reb Asts | Estadísticas 29 Gregory Lewis 8 James Leon Williams 3 M. Lescano, B. Lábaque y J. Williams | Pabellón: Estadio Ciudad Árbitros: * Daniel Rodrigo * Diego Rougier * Fabricio Vito |  |  |
| serie 0 - 3 |                                                                                    |                      |                                                                                            |                                                                                     |  |  |
|             |                                                                                    |                      |                                                                                            |                                                                                     |  |  |

Peñarol - Libertad
| 12 de mayo  | Peñarol                                                                  | 78–66                | Libertad                                                                      | Mar del Plata                                                                                          |  |  |
|             | Parciales: 25 - 19, 19 - 19, 16 - 14, 18 - 14                            |                      |                                                                               | |  |  |
|             | Estadísticas Leonardo Gutiérrez 20 Alejandro Diez 5 Leonardo Gutiérrez 3 | Reporte Pts Reb Asts | Estadísticas 15 Ronald Selleaze 9 A. Galindo y R. Battle 4 Sebastián Ginóbili | Pabellón: Polideportivo Islas Malvinas Árbitros: * Roberto Smith * Osvaldo Bautista * Rodrigo Castillo |  |  |
| serie 1 - 0 |                                                                          |                      |                                                                               | |  |  |
|             |                                                                          |                      |                                                                               | |  |  |

| 14 de mayo  | Peñarol                                                                                   | 103–101              | Libertad                                                                      | Mar del Plata                                                                                  |  |  |
|             | Parciales: 16 - 15, 15 - 15, 26 - 25, 23 - 25 (T.E.: 7 - 7, 16 - 14)                      |                      |                                                                               |                                                                                                |  |  |
|             | Estadísticas Nicolás Lauría 27 Nicolás Lauría 10 N. Lauría, S. Rodríguez y L. Gutiérrez 3 | Reporte Pts Reb Asts | Estadísticas 20 Rubén Wolkowyski 13 Robert Battle 3 R. Selleaze y S. Ginóbili | Pabellón: Polideportivo Islas Malvinas Árbitros: * Daniel Rodrigo * Diego Rougier * Mario Aluz |  |  |
| serie 2 - 0 |                                                                                           |                      |                                                                               |                                                                                                |  |  |
|             |                                                                                           |                      |                                                                               |                                                                                                |  |  |

| 18 de mayo  | Libertad                                                                      | 86–95                | Peñarol                                                                  | Sunchales                                                                                   |  |  |
|             | Parciales: 27 - 15, 31 - 24, 14 - 29, 14 - 27                                 |                      |                                                                          |                                                                                             |  |  |
|             | Estadísticas Alexander Galindo 23 Robert Battle 12 S. Ginóbili y J. Cantero 4 | Reporte Pts Reb Asts | Estadísticas 29 Kyle Lamonte 11 Martín Leiva 5 Pablo Sebastián Rodríguez | Pabellón: El Hogar de los Tigres Árbitros: * Pablo Estévez * Sergio Tarifeño * Oscar Brítez |  |  |
| serie 0 - 3 |                                                                               |                      |                                                                          |                                                                                             |  |  |
|             |                                                                               |                      |                                                                          |                                                                                             |  |  |

### Final
| 25 de mayo, 21:00 | Peñarol                                                                       | 95–64                | Atenas                                                                | Mar del Plata |  |  |
|                   | Parciales: 24 - 16, 31 - 16, 18 - 14, 22 - 18                                 |                      |                                                                       | |  |  |
|                   | Estadísticas Leonardo Gutiérrez 23 Diez, Gutiérrez y Leiva 5 Nicolás Lauría 4 | Reporte Pts Reb Asts | Estadísticas 13 Lábaque y Williams 8 Williams y Lewis 4 Bruno Lábaque | Pabellón: Polideportivo Islas Malvinas Árbitros: * Fernando Sampietro * Alejandro Ramallo * Oscar Brítez Televisión: TyC Sports |  |  |
| serie 1 - 0       |                                                                               |                      |                                                                       | |  |  |
|                   |                                                                               |                      |                                                                       | |  |  |

| 27 de mayo, 21:00 | Peñarol                                                                  | 82–66                | Atenas                                                        | Mar del Plata |  |  |
|                   | Parciales: 20 - 22, 24 - 13, 17 - 8, 21 - 23                             |                      |                                                               | |  |  |
|                   | Estadísticas Leonardo Gutiérrez 17 Nicolás Lauría 6 Leonardo Gutiérrez 2 | Reporte Pts Reb Asts | Estadísticas 14 Gregory Lewis 6 Gregory Lewis 5 Bruno Lábaque | Pabellón: Polideportivo Islas Malvinas Árbitros: * Alejandro Chiti * Juan Fernández * Fabricio Vito Televisión: TyC Sports |  |  |
| serie 2 - 0       |                                                                          |                      |                                                               | |  |  |
|                   |                                                                          |                      |                                                               | |  |  |

| 30 de mayo, 21:00 | Atenas                                                               | 73–69                | Peñarol                                                                      | Córdoba |  |  |
|                   | Parciales: 12 - 14, 23 - 29, 20 - 13, 18 - 13                        |                      |                                                                              | |  |  |
|                   | Estadísticas Bruno Lábaque 15 James Leon Williams 12 Bruno Lábaque 7 | Reporte Pts Reb Asts | Estadísticas 19 Leonardo Gutiérrez 8 Leonardo Gutiérrez 3 Campazzo y Lamonte | Pabellón: Orfeo Superdomo Árbitros: * Daniel Rodrigo * Diego Rougier * Roberto Smith Televisión: TyC Sports |  |  |
| serie 1 - 2       |                                                                      |                      |                                                                              | |  |  |
|                   |                                                                      |                      |                                                                              | |  |  |

| 1 de junio, 21:00 | Atenas                                                              | 59–86                | Peñarol                                                         | Córdoba |  |  |
|                   | Parciales: 18 - 19, 6 - 17, 13 - 22, 22 - 28                        |                      |                                                                 | |  |  |
|                   | Estadísticas Bruno Lábaque 16 James Leon Williams 6 Bruno Lábaque 6 | Reporte Pts Reb Asts | Estadísticas 22 Kyle Lamonte 11 Martín Leiva 6 Facundo Campazzo | Pabellón: Orfeo Superdomo Árbitros: * Alejandro Chiti * Fernando Sampietro * Alejandro Ramallo Televisión: TyC Sports |  |  |
| serie 1 - 3       |                                                                     |                      |                                                                 | |  |  |
|                   |                                                                     |                      |                                                                 | |  |  |

| 5 de junio, 21:00 | Peñarol                                                          | 89–83                | Atenas                                                                  | Mar del Plata |  |  |
|                   | Parciales: 33 - 26, 16 - 22, 18 - 18, 22 - 17                    |                      |                                                                         | |  |  |
|                   | Estadísticas Leonardo Gutiérrez 25 Martín Leiva 8 Kyle Lamonte 4 | Reporte Pts Reb Asts | Estadísticas 31 Gregory Lewis 9 James Leon Williams 3 LEscano y Lábaque | Pabellón: Polideportivo Islas Malvinas Árbitros: * Diego Rougier * Juan Fernández * Fabricio Vito Televisión: TyC Sports |  |  |
| serie 4 - 1       |                                                                  |                      |                                                                         | |  |  |
|                   |                                                                  |                      |                                                                         | |  |  |

## Plantel campeón
| N.º | Posición  | Nacionalidad | Nombre              | Nombre |
| 8   | Base      |              | Sebastián Rodríguez |        |
| 7   | Base      |              | Facundo Campazzo    |        |
| 13  | Escolta   |              | Kyle Lamonte        |        |
| 15  | Escolta   |              | Selem Safar         |        |
| 0   | Escolta   |              | Matias Cesto        |        |
| 1   | Alero     |              | Nicolás Lauría      |        |
| 6   | Alero     |              | Marcos Mata         |        |
| 24  | Alero     |              | Franco Giorgetti    |        |
| 5   | Alero     |              | Mariano Fierro      |        |
| 10  | Ala Pívot |              | Leonardo Gutiérrez  |        |
| 4   | Ala Pívot |              | Alejandro Diez      |        |
| 19  | Ala Pívot |              | Mauro Cerone        |        |
| 11  | Pívot     |              | Martín Leiva        |        |
| 31  | Pívot     |              | Alejandro Reinick   |        |

Director Técnico:  Sergio Santos Hernández